# Histoire d'Haïti
L'histoire d'Haïti est indissociable de celle de l'île d'Hispaniola, dont elle occupe aujourd'hui la partie occidentale, et de l'histoire de la République dominicaine, État situé dans l'autre partie.

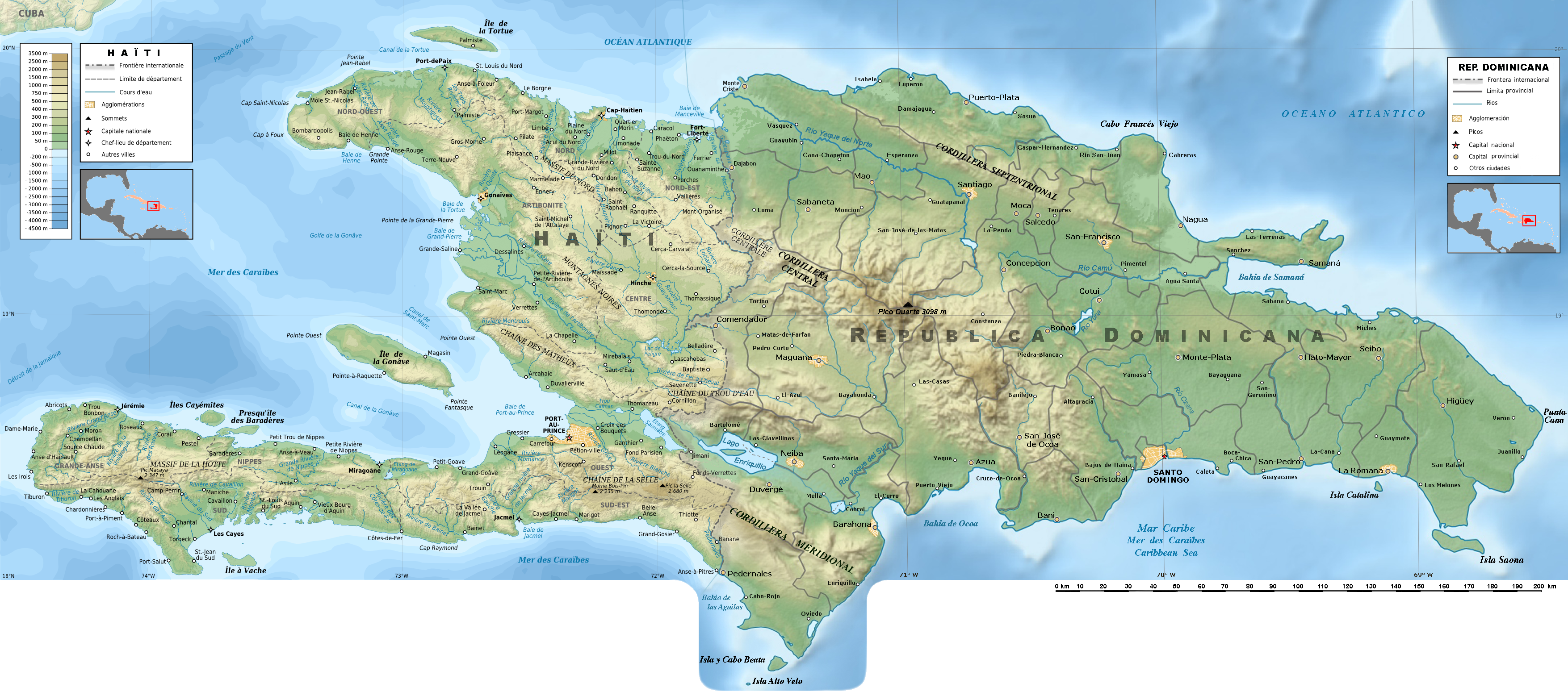
Carte de l'île d'Hispaniola, partagée entre Haïti et la République dominicaine.

Avant de désigner l'État actuel, Ayiti était le nom que les indigènes taïnos donnait à leur île avant la colonisation européenne. En 1492, lorsque Christophe Colomb en prend possession pour l'Espagne, il la nomme Hispaniola (« petite Espagne »). Cette colonisation entraîne rapidement le génocide de la population autochtone des Taïnos. Afin de poursuivre l'exploitation agricole de l'île, les Européens recourent alors à la traite atlantique pour faire venir massivement des Africains et les utiliser comme esclaves.
La partie occidentale de l'île est ensuite conquise par les Français qui donnent à leur colonie le nom de Saint-Domingue, déjà porté par la capitale de la colonie espagnole, désormais cantonnée à l'Est. À la fin du XVIIIe siècle, la prospérité des plantations de la partie française est telle que la colonie est considérée comme la « perle des Antilles ». Puis, dans la foulée de la Révolution française, éclatent des révoltes d'esclaves et des guerres civiles qui aboutissent, en 1804, à l'indépendance de la partie occidentale, qui reprend alors le nom d'Haïti et devient la seconde colonie à prendre son indépendance après les États-Unis. Les relations restent conflictuelles avec la colonie espanole, qui finit par devenir indépendante à son tour, et est aujourd'hui la République dominicaine. L'histoire récente d'Haïti est marquée par une succession de tragédies, allant des catastrophes naturelles aux crises politiques.

## Époque précolombienne: Arawaks, Taïnos
Comme en témoignent les sites de leurs bivouacs, les plus anciens autochtones d'Amérique étaient arrivés plusieurs milliers d’années avant J.C., peut-être vers 9000 avant le présent, en provenance, peut-être, de Floride ou du Yucatán. C’étaient des chasseurs, des cueilleurs et des pêcheurs, bons navigateurs.
Le peuplement des Petites et Grandes Antilles s'est réalisé en trois vagues successives de migrations venant des régions sud-américaines situées à l'embouchure du fleuve Orénoque. La première intervient entre 5000 et 3000 ans avant J.C. et est composée de Ciboneys. La deuxième migration est celle des Arawaks (dont sont issus les Taïnos). Entre 0 à 300 de notre ère, ceux-ci repoussent les Ciboneys vers les îles Vierges puis vers Cuba. Enfin, entre 300 et 800, arrivent les Kalingos (Caraïbes) qui délogent une partie des Arawaks. Sur l'île d'Haïti, ces derniers restent malgré tout majoritaires, les Kalinagos n'étant implantés que dans la partie nord-est et ayant adopté le mode de vie des Arawaks,,.
Vers l’an 600, les Taïnos d’Haïti s’organisent en chefferies dirigées par des caciques. Leur culture rayonne surtout à partir de l’an 1000. Pour ces habitants, l'île porte plusieurs noms signifiant Terre haute ou Île montagneuse, notamment Kiskeya ou Quisqueya, ou encore Haïti.
La population totale de l’île, avant l'arrivée des Européens, fait l’objet d’estimations très différentes. Certaines sources estiment la population à quelques centaines de milliers, d’autres à plusieurs millions. Dans son récit de la Destruction des Indes Bartolomé de las Casas estime la population de l’île à 3 millions. Ces estimations, faites quelques décennies après la colonisation, sont considérées comme exagérées, car la culture sur brûlis en milieu forestier subtropical n’aurait pas pu nourrir des millions d’habitants, et il n’est pas sûr qu’elle ait été pratiquée. L'estimation la plus probable tourne autour du million d'individus habitant sur l'île au moment de sa découverte par les Européens.

## Époque coloniale (1492-1804)

### Premier contact

Organisation politique de l'île en 1491 avec les 5 caciquats d'Hispaniola (royaumes taïnos) et les principales agglomérations.

Le 12 octobre 1492, Christophe Colomb, explorateur génois missionné par l'Espagne, aborde Guanahani, l’une des îles Bahamas qu'il a rebaptisée San Salvador. Il découvre ensuite Cuba le 26 octobre, puis débarque à Haïti le 5 décembre 1492, île qu'il nomme Hispaniola (« petite Espagne »). Les populations autochtones, des Arawaks, sont groupées sous l'autorité de cinq caciques (chef ou roi amérindien), qui se partagent l'île en cinq royaumes.

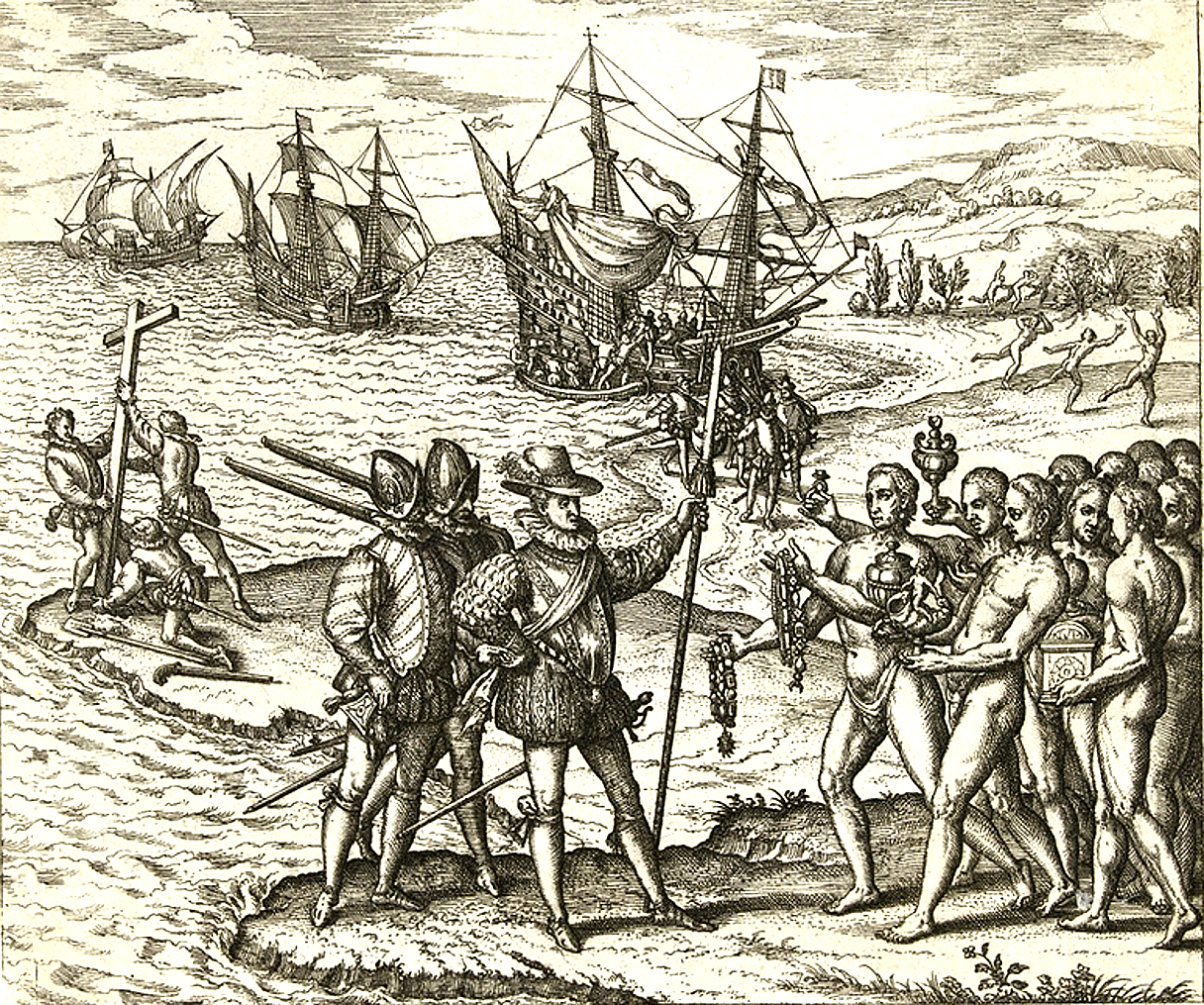
Christophe Colomb débarquant aux îles d'Amérique, par Thédore de Bry.

Le premier accueil fait aux Espagnols est bienveillant. Malgré tout, les nouveaux colons restent méfiants et construisent un fortin sur leur implantation qu'ils nomment La Navidad. Leur voyage a pour but d'atteindre les Indes, de fonder une colonie et d'amasser des richesses. Ils observent d'ailleurs avec intérêt la présence d'or. Après le départ de Christophe Colomb, les relations se dégradent entre la garnison espagnole occupant cette citadelle et les populations arawaks. Le cacique Caonabo, qui tient le territoire abordé par les Espagnols, fait massacrer la garnison et détruire le fortin.

#### Exploitation puis massacre des Arawaks

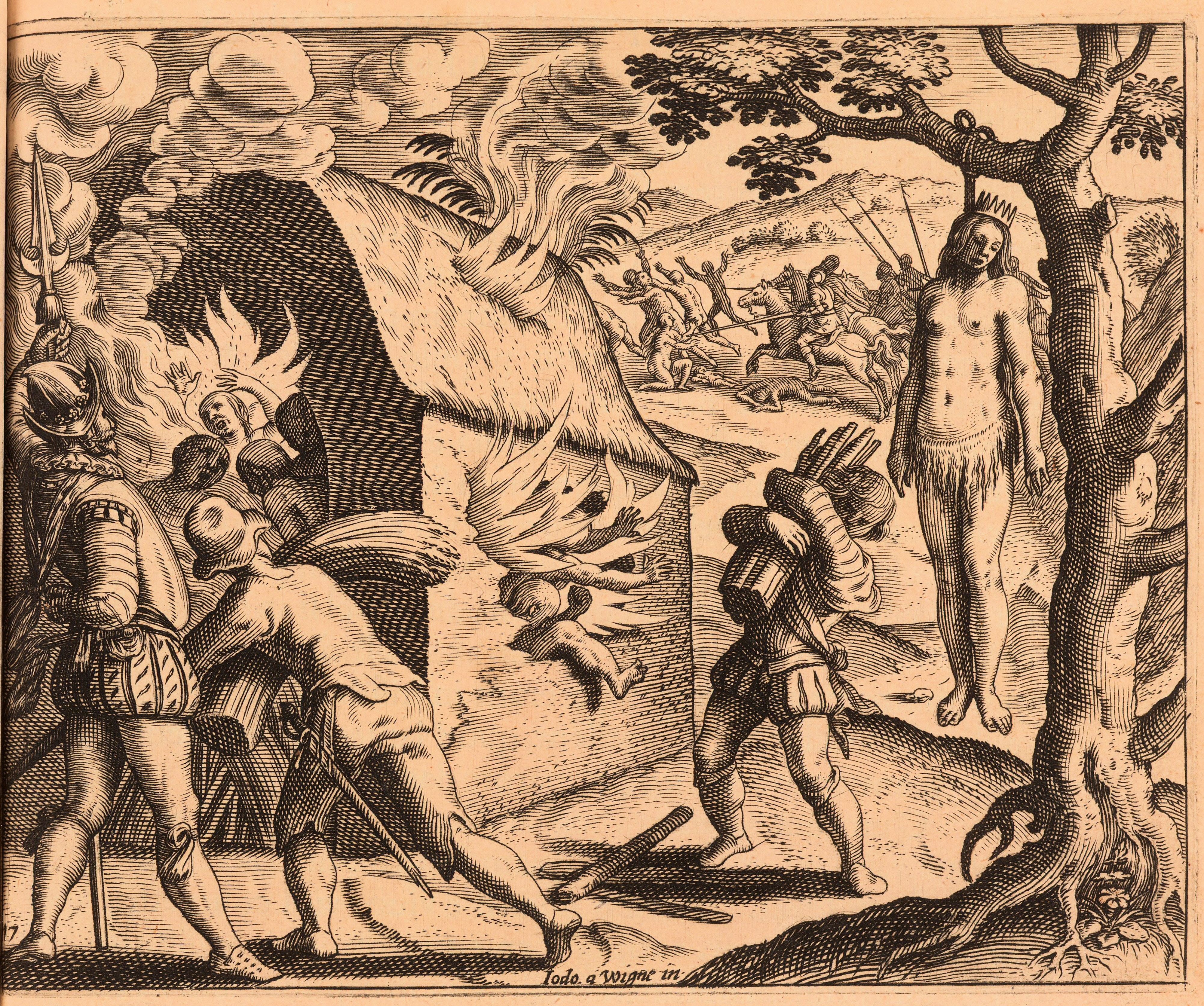
Le massacre de la cacique Anacoana et de ses sujets.

À son deuxième voyage en 1493, Christophe Colomb fonde une seconde colonie qui devient la première ville européenne du Nouveau Monde : La Isabela, en l'honneur de la reine Isabelle la Catholique, s’y installe et asservit les populations autochtones. À la suite d'une révolte de ces populations, une femme devenue un de leurs caciques, Anacaona, est capturée et pendue. Après avoir vaincu les autres caciques qui dirigent le pays, les Espagnols soumettent systématiquement les autochtones à des travaux forcés afin d’extraire l’or des mines.

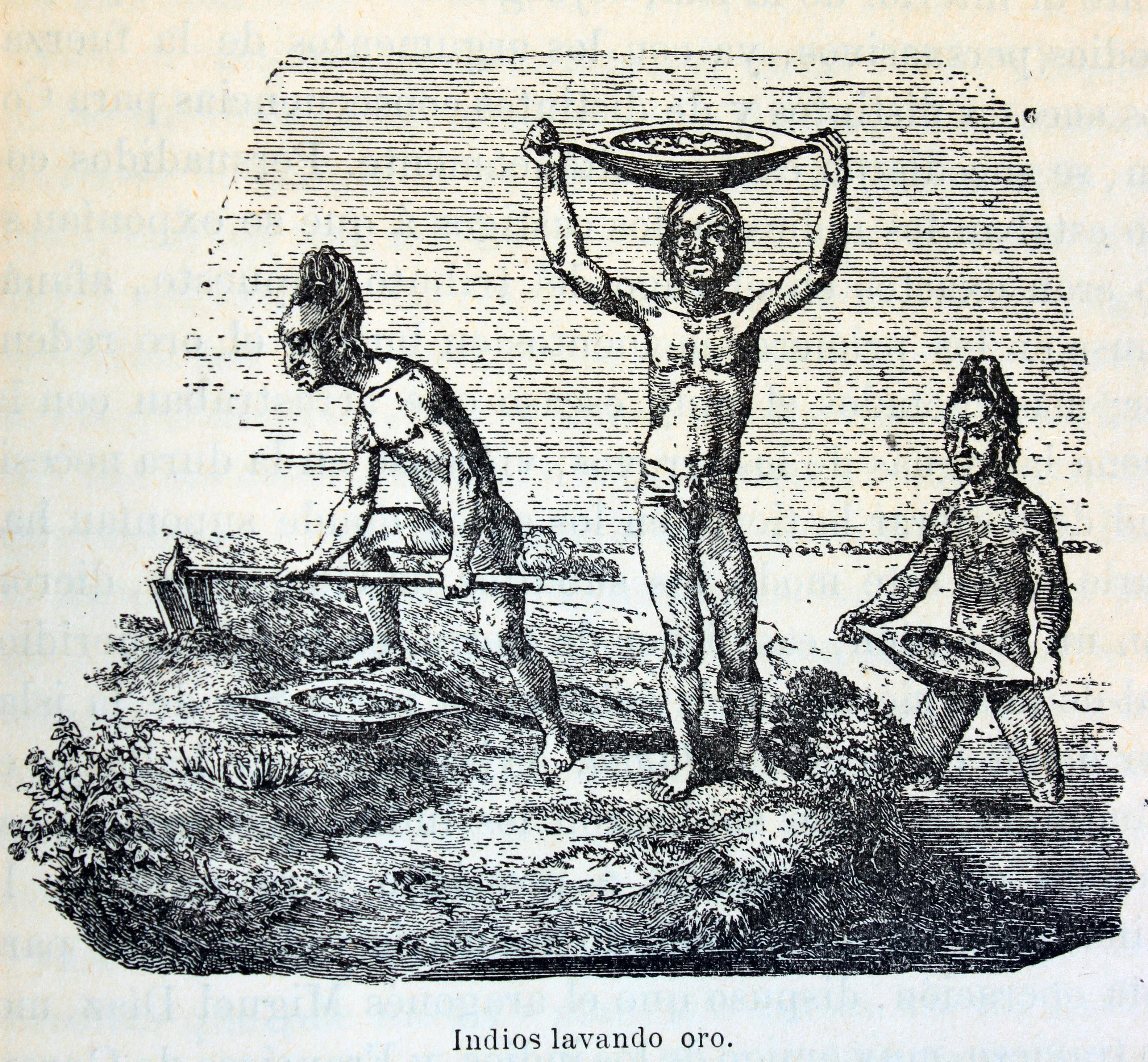
Amérindiens récoltant l'or.

En moins de vingt-cinq ans, les populations autochtones sont décimées à cause des mauvais traitements subis, de l’esclavage et des maladies importées par les conquérants. Sur le million d'autochtones que comptait l'île au moment de sa découverte par les Européens, il n'en restait plus qu'environ 60 000 en 1507, 14 000 en 1514, 600 en 1533 et seulement 150 en 1550. Les premiers vice-rois d'Hispaniola responsables de ce génocide sont : Barthélémy Colomb (frère du découvreur), Francisco de Bobadilla, Nicolás de Ovando, et Diego Colomb (fils aîné de Christophe).

#### Importation d'esclaves africains

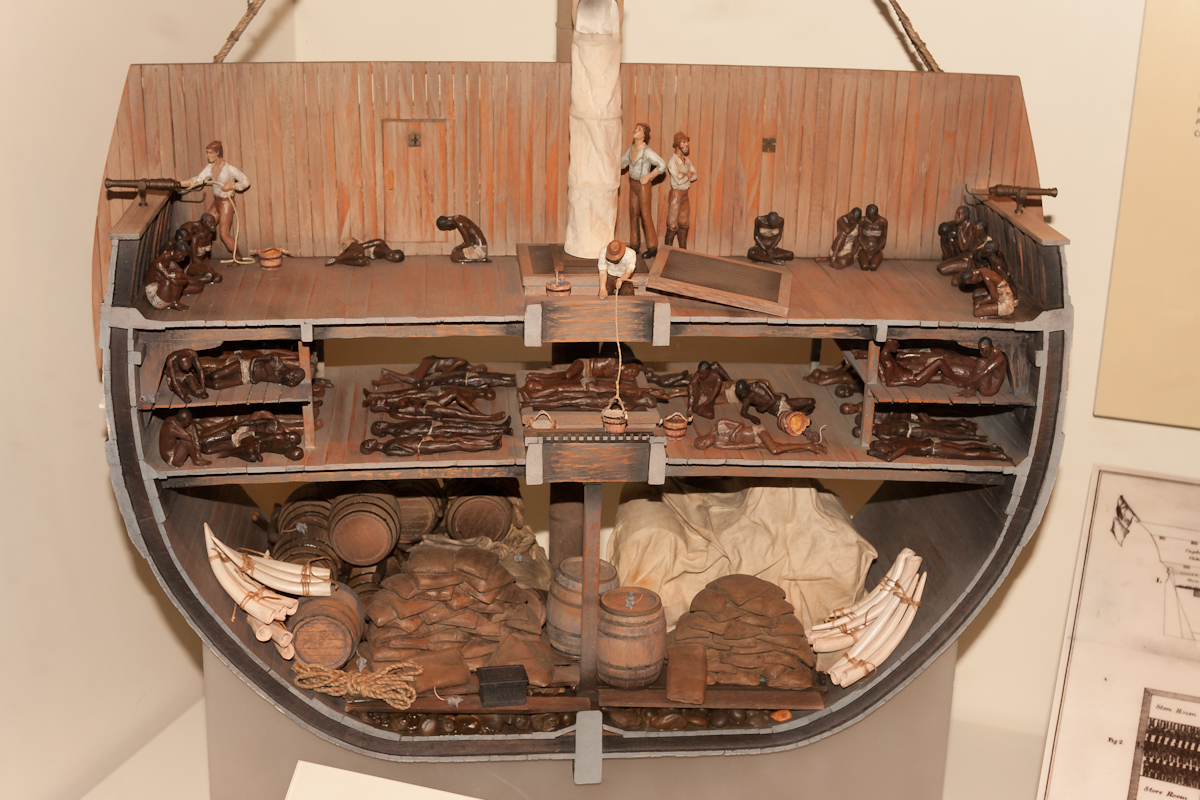
Coupe d'un navire négrier.

Le nouveau gouverneur, Nicolás de Ovando (1450/60-1511), tente dès 1503 de faire venir des Noirs d’Afrique pour remplacer les autochtones. La majeure partie des esclaves noirs qui sont déportés vers l’île sont originaires du Dahomey, de la Guinée, du Nigeria et du Royaume du Kongo.

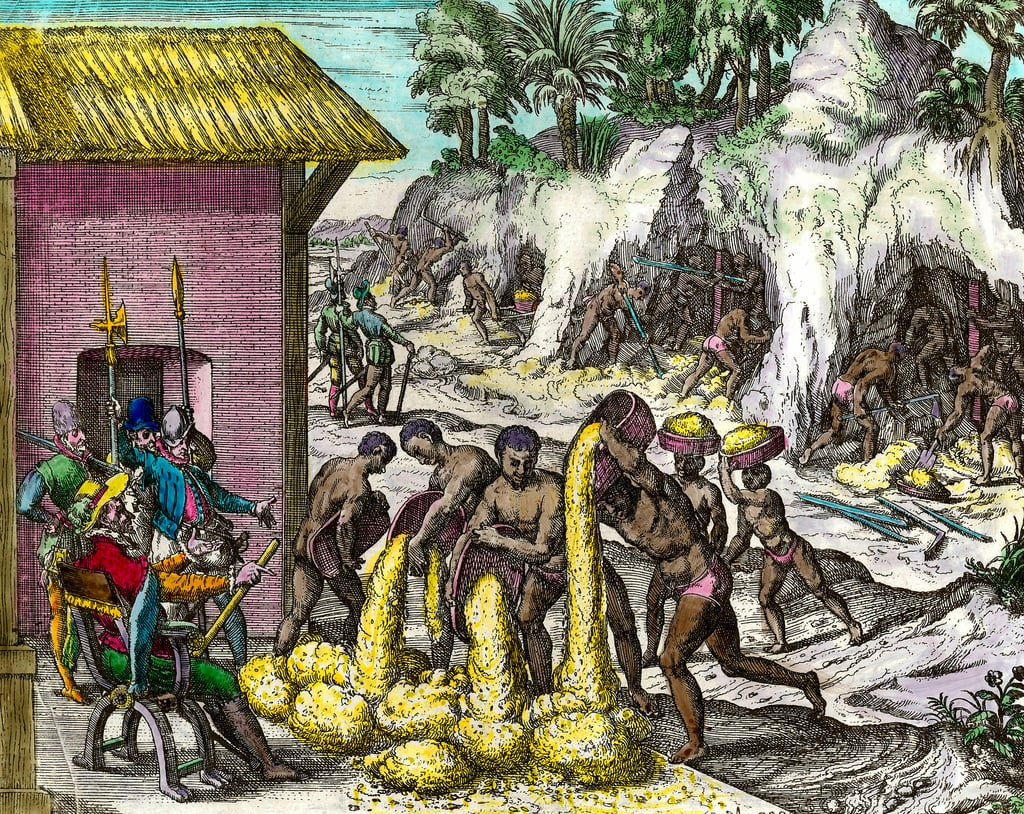
Esclaves africains récoltant l'or pour les colons espagnols d'Hispaniola, gravure de Théodore de Bry, 1595.

La présence massive de descendants d'esclaves africains en Haïti notamment dahoméens, y explique l’importance prise par le culte vaudou. La traite négrière est officiellement autorisée en 1517 par l'empereur Charles Quint, qui l’interdit officiellement quinze ans plus tard, avant même la lettre Veritas ipsa de Paul III, mais dans les faits, elle se poursuit néanmoins. Les premiers navires négriers, partant de Sao Thomé à destination des Caraïbes espagnoles appareillent en mer vers 1525.

#### Fondation de la ville de Saint-Domingue
Fondée en 1502, la ville du sud Saint-Domingue (ou Santo Domingo, devenue depuis la capitale la colonie espagnole puis de la République dominicaine) devient le port de transit des colons européens venant s’installer dans le Nouveau Monde. Ne s’intéressant qu’à la collecte de l’or, les Espagnols importent en quantité des chevaux, des bovins, des caprins et des porcins qu’ils laissent en liberté pour les y chasser, mais qui bouleversent les équilibres naturels de l’île. Dès 1530, le troc ou la spoliation des indiens sur les pépites d’or rapporte moins. Les colons espagnols concentrent leurs efforts dans la partie orientale de l’île peuplée par les amérindiens Higüey, qui recèle encore un peu d’or, et ils délaissent l’ouest montagneux.

### Colonisation française de la partie occidentale (1626-1804)

#### Repère de pirates et boucaniers

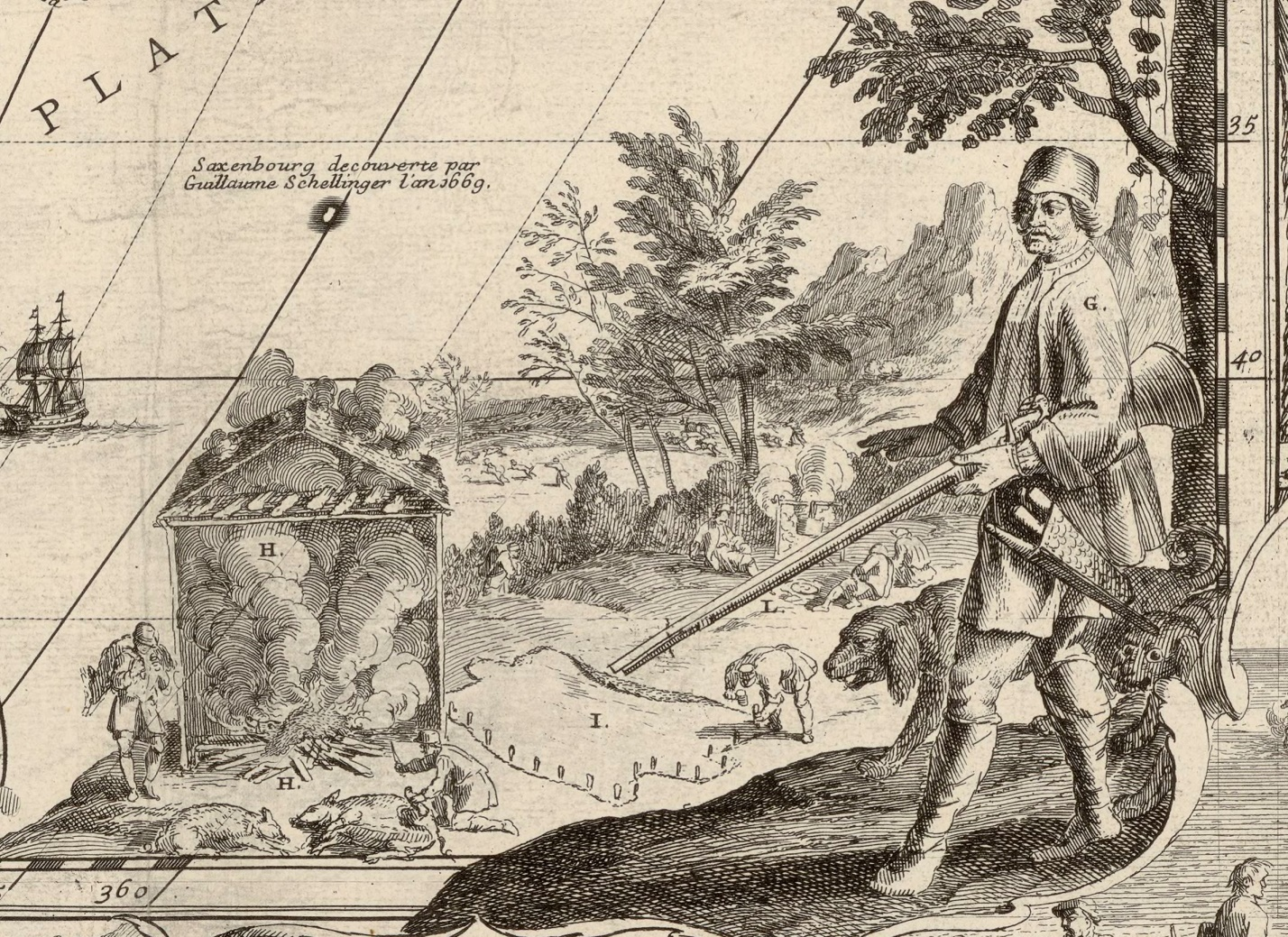
Boucanier en 1698.

L’ouest montagneux de l’île, délaissé par les autorités espagnoles, devient alors, à la fin du XVIe siècle, le domaine vivrier d'aventuriers, en grande partie de langue française. Ces flibustiers basés sur l’île de la Tortue, au nord, font périodiquement des incursions sur la « Grande Terre » où leurs boucaniers chassent les animaux devenus sauvages et vendent les viandes séchées ou fumées et le cuir. Vers 1625, des Français occupent la partie nord-ouest et gagnent progressivement les territoires plus au sud. En 1640 le commandeur de Poincy, « gouverneur des Îles de l’Amérique » basé à Saint-Christophe, envoie le huguenot François Levasseur chasser les Anglais qui se sont emparés de l’île de la Tortue, et prendre le commandement des flibustiers et boucaniers français.

#### Contrôle colonial français

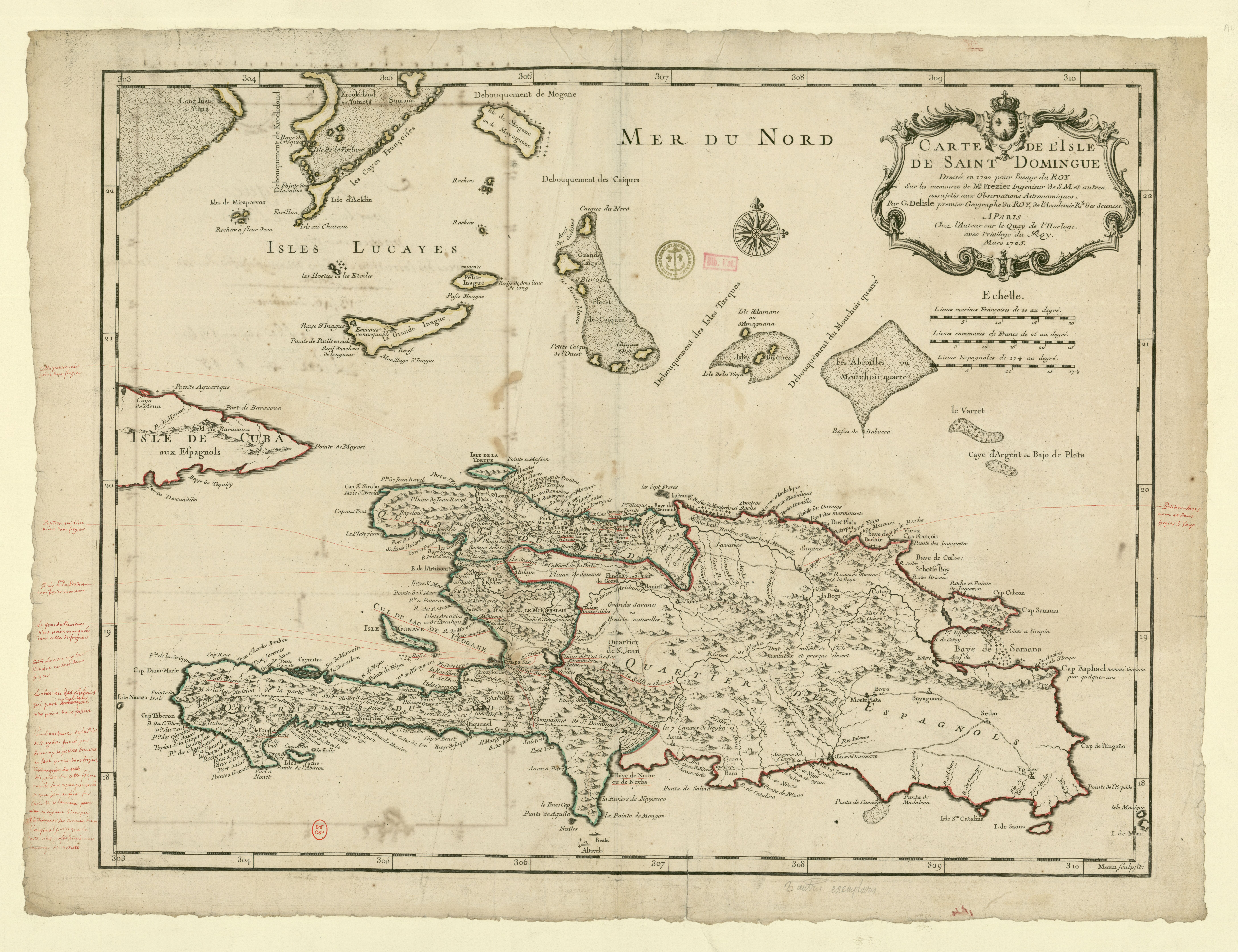
Carte de l'île d'Hispaniola en 1725 faisant apparaître la partie français (Ouest) et la partie espagnole (Est).

En 1659, l'île de la Tortue est conquise semble-t-il définitivement par les Français et est cédée en 1764 à la Compagnie française des Indes occidentales, une compagnie commerciale publique créée par Jean-Baptiste Colbert. Sous l’impulsion du ministre Colbert en France, et sur place du premier administrateur Bertrand d'Ogeron de La Bouëre nommé en 1665, la « colonie de Saint-Domingue » prend son essor. Sa première capitale, Le Cap-Français, est fondée en 1670. À la suite du traité de Ryswick (1697) et de l’accession au trône espagnol d’un petit-fils de Louis XIV, le duc d’Anjou Philippe de France (1700), l’Espagne abandonne ses prétentions à la possession de l’ensemble de l’île Hispaniola et accepte la présence française dans sa partie occidentale, la future Haïti, malgré les combats sur place qui tournent souvent à l'avantage de la flotte anglo-espagnole. Le traité d'Aranjuez en 1777 officialise la souveraineté française sur ces territoires.

#### Colonie esclavagiste

##### Économie de plantation

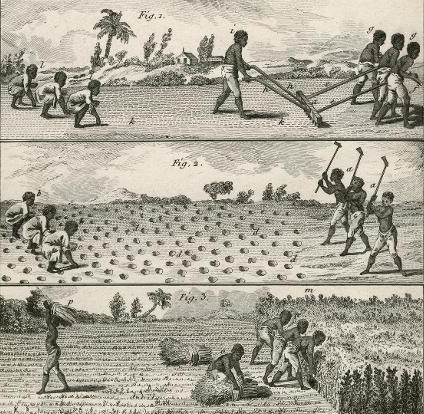
Esclave produisant l'indigo.

À l'activité de chasse des boucaniers succèdent la mise en place de cultures. Les premières cultures sont le tabac, puis l’indigo. Elles réclament de la main-d’œuvre sur d’assez petites surfaces : des Français fuyant la misère s’engagent pour 3 ans à travailler sans salaire, puis s’installent sur de nouvelles terres. La traite négrière se développe également et s’institutionnalise. La prospérité de ce territoire repose alors sur le travail de ces esclaves africains. C’est en 1685 qu'est édicté le Code noir, une ordonnance de Louis XIV destinée à réglementer le régime de l’esclavage en précisant les devoirs des maîtres et des esclaves. Les dispositions de ce code, pourtant sévères envers les esclaves, sont souvent aggravées dans la pratique et les rares devoirs des maîtres, comme l’évangélisation et le repos obligatoire du dimanche, sont négligés. Aux peines capitales prévues dans certains cas, les colons français ajoutent divers sévices, mutilations et tortures,. L’Africain est obligé de changer de nom, et d’abandonner sa langue, ses habitudes vestimentaires et surtout son statut, particulièrement si celui-ci est prestigieux dans sa société d’origine (aristocrates, prêtres de Mawou…). S’il porte des signes rituels de reconnaissance ou d’appartenance (tatouages, scarifications), des marques au fer rouge s'y substituent.

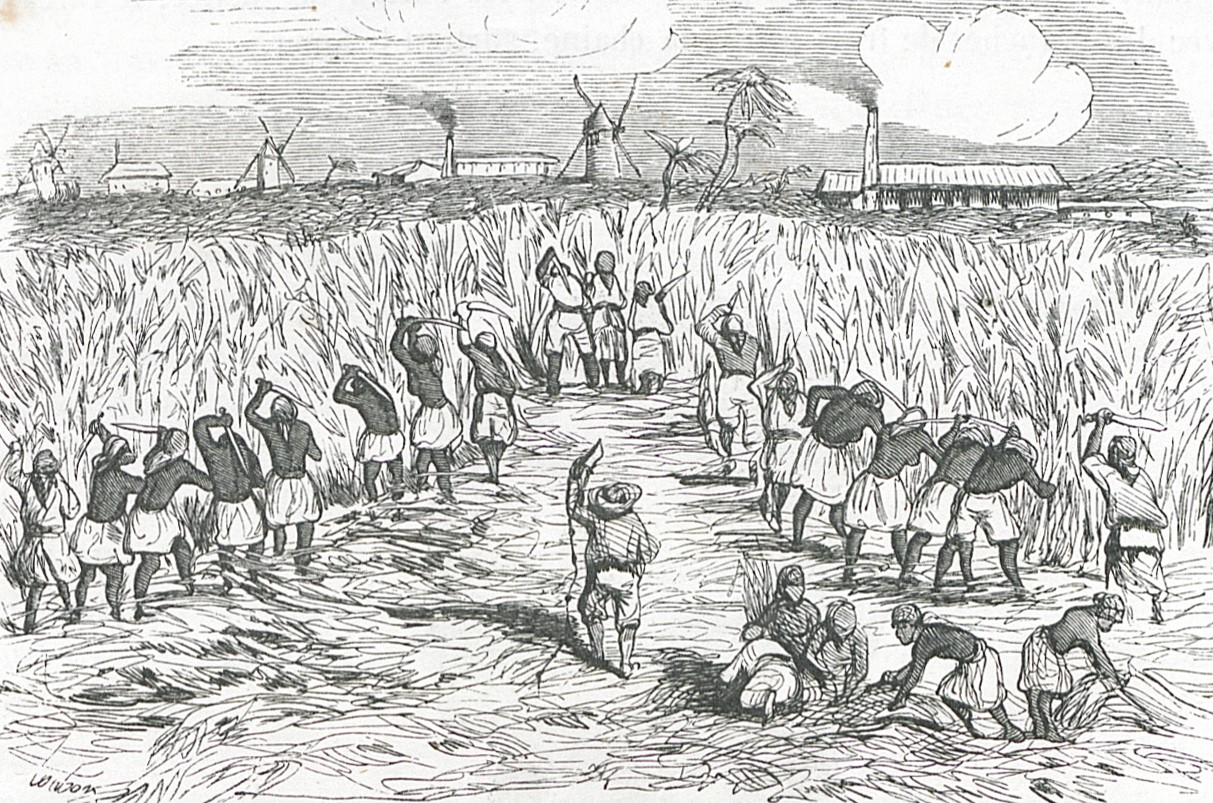
Esclaves travaillant dans une habitation sucrière.

La colonie de Saint-Domingue devient la plus riche des Antilles françaises : à la fin du XVIIIe siècle, la valeur de ses exportations dépasse même celle des États-Unis. Cette prospérité repose principalement sur le sucre et le café qui ont supplanté les premières cultures et nécessitent de grandes plantations. Le 21 décembre 1787, à la nouvelle de la Convocation des états généraux, les colons s’organisent pour y être appelés : ils procèdent à l'élection de représentants, ces élections excluant les métis et les noirs (qu'ils soient libres ou esclaves) .
En 1789, à la veille de la Révolution française, leurs plantations emploient près de 500 000 esclaves noirs pour 32 000 Blancs et 28 000 gens de couleur libres (métis et affranchis). Ces derniers, bien que parfois eux-mêmes riches planteurs, sont soumis à partir de 1760 à un régime juridique de discrimination visant à renforcer la suprématie blanche. Ainsi, le port d'armes et l'accès à certaines professions leurs sont interdits.
Pour maintenir un tel déséquilibre démographique entre la population servile et la population libre, le système d'exploitation nécessite à la fois de recourir en permanence à la terreur physique (fouet, mises aux fers ou sévices largement tolérés en dépit des limites posées par le Code noir), et psychologique (séparation des familles, menace de privation de sépulture). De même, il repose sur une forte hiérarchisation genrée et ethnique au sein de la population servile.

##### Marronnage
Afin d'échapper aux terribles conditions de travail dans les plantations, de nombreux esclaves ont recours au marronnage, à savoir la fuite dans les villes, les montagnes ou les colonies voisines. À Saint-Domingue, cette résistance est endémique, et rares sont les habitations qui ne sont pas concernées. L'importance du marronnage, facilité par un relief montagneux et une forêt encore présente, explique l'absence de révoltes majeures avant 1791, dans la mesure où il constitue pour les esclaves une alternative à la rébellion.

#### Révolution haïtienne (1791-1804)

##### Idéaux de la Révolution française de 1789

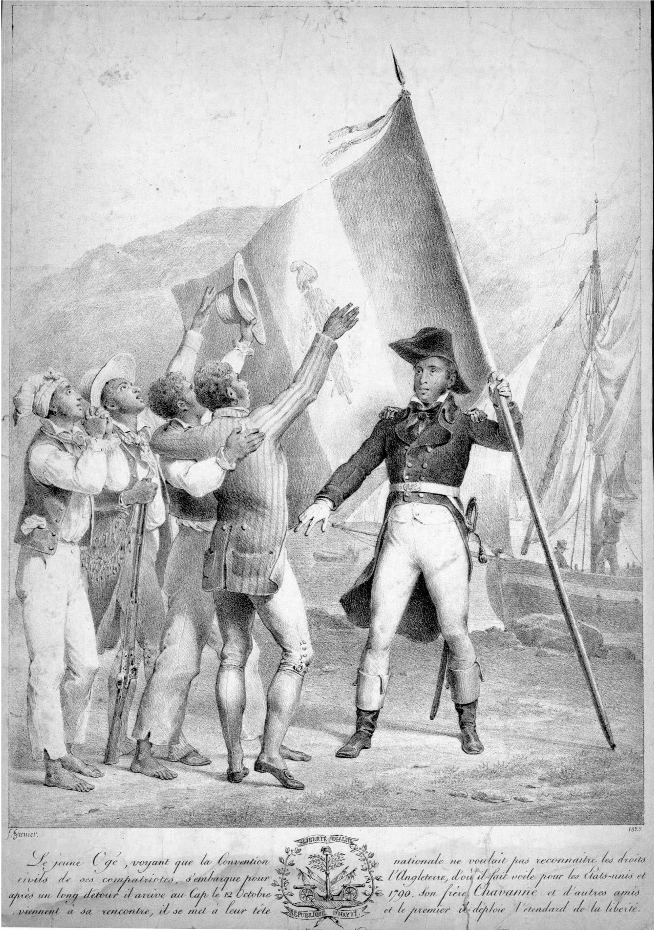
Le mulâtre Vincent Ogéaccueilli par Chavannes à son arrivée à Saint-Domingue en 1790.

Représentant 7 % de la population, les Blancs sont très divisés, entre « petits Blancs » et « grands Blancs ». Les petits propriétaires blancs, maîtres de trois à cinq esclaves et exerçant des activités surtout artisanales ou commerciales, se sentent aussi humiliés par les grands planteurs que les roturiers en général le sont à l'époque par l’aristocratie. Le 28 juin 1789, les députés de Saint-Domingue sont admis en France.
L’Assemblée française ne légifère rien sur l’esclavage, mais déclare l’égalité des droits pour tous les hommes libres, y compris les métis et les noirs. Dans la colonie, la situation dégénère en quasi guerre civile entre les quatre groupes constituant la population libre : les partisans du gouverneur, les grands propriétaires, les petits propriétaires et les métis ou noirs libres.
Un mulâtre libre, Vincent Ogé, revient de métropole en 1790 avec des armes et des munitions. En octobre, il exige par écrit l’égalité des libres de couleur avec les blancs. Face au refus des colons, il organise une rébellion en armant plus de trois cents mulâtres dans les montagnes du Nord. Dans la nuit du 28 octobre, ils parcourent les plantations et menacent les blancs, pillant quelques habitations. Les troupes réagissent et arrêtant plus de deux cents rebelles. Le 5 janvier 1791, Vincent Ogé est livré par les Espagnols auprès desquels il s'était réfugié. Ogé et Jean-Baptiste Chavannes sont roués vifs en place publique le 25 février 1791 au Cap-Français, et quarante hommes sont pendus ou condamnés aux galères.

##### Révoltes d'esclaves et abolition de l'esclavage (1791-1794)

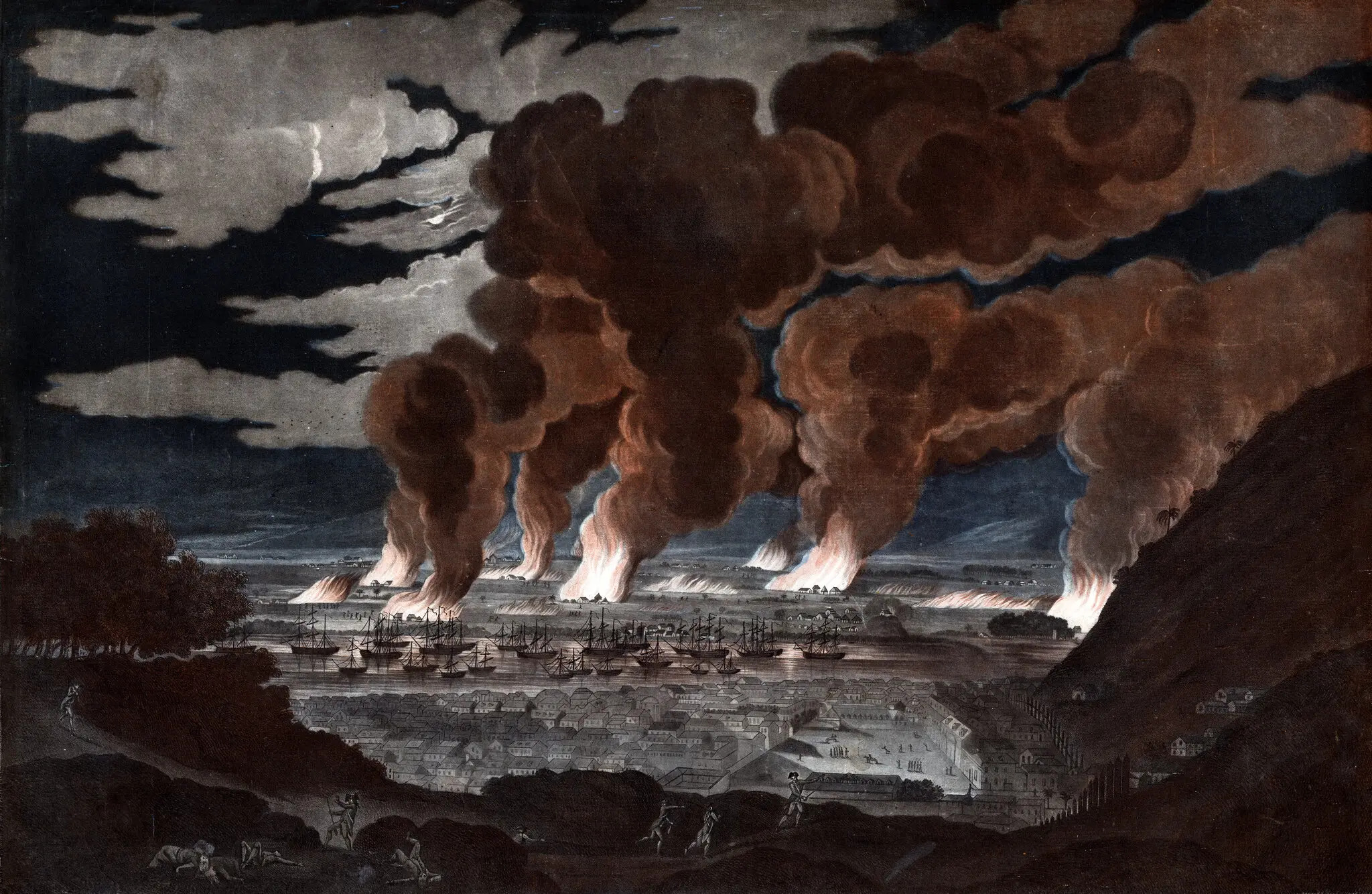
Vue des plantations de Cap-Français, incendiées par les esclaves révoltés en août 1791.

C’est ce contexte qui permet l’avènement de la révolution haïtienne en août 1791 à la suite de la cérémonie du Bois-Caïman dans la plaine du Nord, : environ 1 000 blancs y sont tués et leurs plantations incendiées. Sous la conduite de leurs chefs, dont le plus important est Toussaint Louverture, les noirs les plus instruits, au courant des idéaux de la révolution française et en accord avec l’idée que « tous les Hommes naissent libres et égaux en dignité et en droits », passent d’une révolte anti-esclavagiste à une guerre de libération : ils s’allient d’abord aux Espagnols de Saint-Domingue, déjà en guerre contre la nouvelle République française. De nombreux blancs, royalistes, soutiennent les Britanniques ou les Espagnols, et c’est pourquoi les commissaires de la Convention, guidés à la fois par leur idéal et par la nécessité de se trouver des alliés, proclament la liberté des esclaves ; Sonthonax, le 29 août 1793, pour la province du Nord, et Polverel, progressivement jusqu’en octobre dans les provinces du Sud et de l'Ouest.

##### Guerre contre les royalistes et les Britanniques (1794-1798)

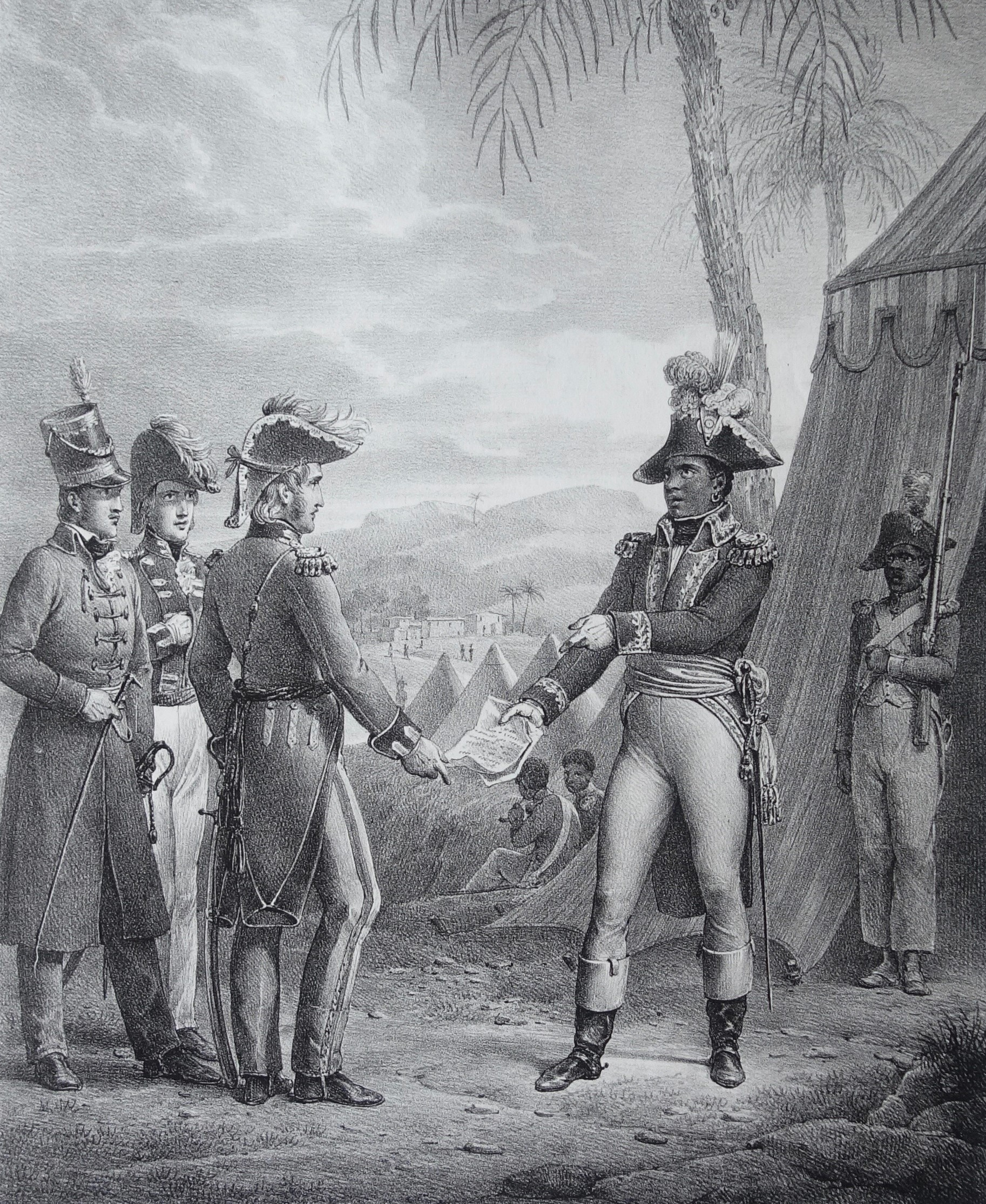
Le général Toussaint Louverture recevant le général britannique Thomas Maitland pour signer le traité secret du 30 mars 1798.

Le 4 février 1794, la Convention confirme par acclamation cette déclaration et étend l’abolition de l'esclavage à toutes les colonies françaises. L’armée britannique entre alors dans la colonie pour tenter de s’en emparer. Constatant que seule la République française entend libérer les esclaves, Toussaint Louverture s’y rallie en mai 1794.
En quelques mois, à la tête d’une armée de 20 000 anciens esclaves, il renverse la situation militaire et libère la moitié du territoire. En récompense, il est nommé en 1796 général de division et vice-gouverneur de l’île. En 1798, agissant comme gouverneur, il négocie directement avec les Britanniques la libération des ports qu’ils détiennent encore, démontrant ainsi qu’il est le seul chef de la colonie.

##### Guerre civile à Saint-Domingue et victoire totale de Toussaint Louverture (1798-1801)

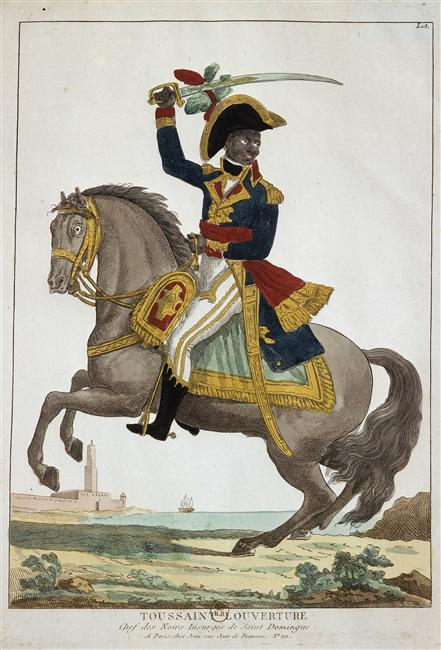
Toussaint Louverture, chef des insurgés de Saint-Domingue, estampe du XIXe siècle.

Au cours d’une guerre civile entre 1798 et 1800, Toussaint Louverture réduit la résistance des privilégiés et impose la suprématie de la majorité noire. En 1801, il étend son autorité sur l’ensemble de l’île en envahissant la partie orientale espagnole, en y promulguant une constitution et en y étendant l'abolition de l'esclavage. Toutefois, pour remettre sur pied l’économie des plantations, il doit faire une volte-face politique, confier l’administration civile et le commandement militaire uniquement aux citoyens sachant lire et écrire, rappeler les anciens colons, instaurer le travail forcé et réprimer par la force la contestation des noirs les plus modestes. En revanche il ne rétablit pas l'esclavage : les cultivateurs perçoivent un salaire et se voient reconnaître des droits civils.

##### Expédition Leclerc et projet de rétablissement de l'esclavage (1802-1803)
Toussaint Louverture perd ainsi leur confiance, et aussi celle de Bonaparte en se faisant nommer gouverneur à vie par la constitution du 12 juillet 1801. Bonaparte décide alors l’envoi de l’expédition de Saint-Domingue, au prétexte d’y rétablir l’ordre. Mais en même temps que la France fait inscrire sur ses drapeaux : « Braves Noirs, la France reconnaît seule vos droits et votre liberté », le Corps législatif s’apprête à rétablir l’esclavage dans les colonies. Bonaparte, dont l’épouse Joséphine de Beauharnais possède des intérêts dans les plantations coloniales, a, par un arrêté secret et antérieur à l’expédition (du 25 décembre 1800), envoyé trois commissaires pour y rétablir les « cultures », autrement dit l’esclavage. Aux États-Unis, les riches planteurs prennent peur devant ce qu’ils percevaient comme une révolte d’esclaves et contribuent à financer l’expédition française pour mater celle-ci.
L’expédition de Saint-Domingue, partie le 10 novembre de France, arrive début février 1802. Selon Robert Cornevin, elle réunit 12 000 soldats sur 42 navires, et selon Aimé Césaire, 23 000 soldats sur 54 navires. Cette troupe est commandée par le général Leclerc, mari de Pauline Bonaparte, et comprend parmi ses officiers supérieurs les généraux André Rigaud et Alexandre Pétion, ainsi que par Jean-Pierre Boyer, des « hommes de couleur » issus de Saint-Domingue. Informé des projets de Bonaparte, Toussaint Louverture ordonne à ses lieutenants d'incendier les villes qui seraient abandonnées aux troupes françaises, et d'empoisonner leurs rivières, sources et puits. Le 17 février 1802, le général Charles Leclerc, commandant de ce corps expéditionnaire, met tous les chefs noirs hors la loi.

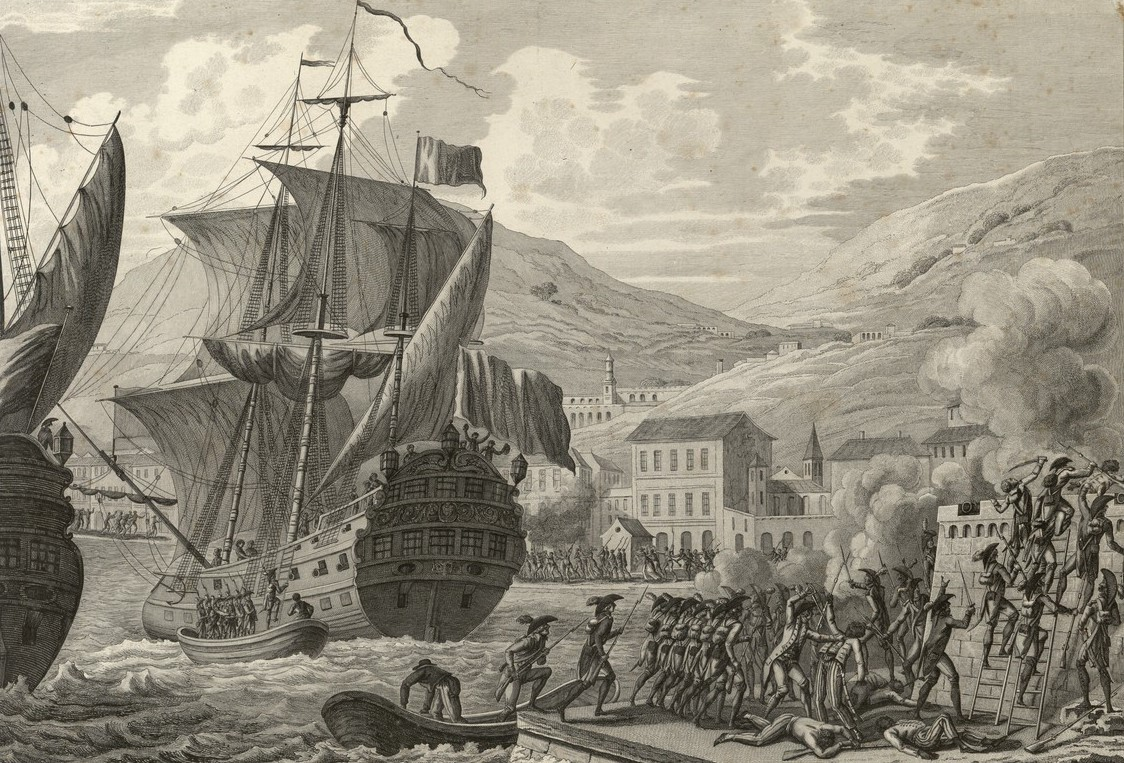
Prise du Cap-Français par l'armée de métropole, sous le commandement du général Leclerc, février 1802.

Dès son arrivée le 7 février, l’expédition de Saint-Domingue se présente devant le port du Cap-Français, où commande Henri Christophe, qui refuse de céder les forts et la place confiés à son commandement sans la permission de Toussaint Louverture,. Il écrit à Leclerc : « Si vous avez la force dont vous me menacez, je vous prêterai toute la résistance qui caractérise un général ; et si le sort des armes vous est favorable, vous n’entrerez dans la ville du Cap que lorsqu’elle sera réduite en cendres, et même sur ces cendres, je vous combattrai encore ». Lorsque Leclerc débarque, Henri Christophe donne l’ordre d’incendier la cité et tous ses édifices publics.

Siège de la Crête-à-Pierrot en 1802.

Les Noirs résistent, mais reculent devant la puissance de l’armée de Leclerc. À la fin avril, au prix de cinq mille morts et autant de malades ou blessés, les Français tiennent toute la côte. Les généraux de Toussaint Louverture, dont Henri Christophe (en avril) et Jean-Jacques Dessalines (à la Crête-à-Pierrot après trois semaines de combat inégal et sanglant en mars 1802) se rendent aux Français après d’âpres combats si bien que Toussaint Louverture lui-même accepte sa reddition en mai 1802. Il est autorisé à se retirer sur l’une de ses plantations, à proximité du bourg d’Ennery, non loin de la côte. Le 7 juin 1802, Toussaint Louverture est arrêté malgré sa reddition et Dessalines, défait par les Français à la Crête-à-Pierrot, participe à cette arrestation. Louverture est déporté en France mais avant d’embarquer dans le navire qui va le transporter, il déclare : « En me renversant vous n’avez abattu que le tronc de l’arbre de la liberté, mais il repoussera par ses racines qui sont profondes et nombreuses ». Il est interné au fort de Joux, dans le Massif du Jura, où il meurt des rigueurs du climat et de malnutrition le 7 avril 1803, après avoir prédit la victoire des Noirs.
Toussaint Louverture neutralisé, Leclerc décide le désarmement de la population et le met en œuvre à grand renfort d’exécutions sommaires ; voyant cela, les chefs de couleur se détachent peu à peu de l’expédition de Saint-Domingue et rejoignent les insurgés, prenant conscience que cette opération n’a d’autre but que celui de rétablir l’esclavage dans la colonie. Au même moment en effet, par un courrier du 14 juin 1802, Leclerc reçoit des instructions secrètes du ministre de la Marine et des colonies Denis Decrès lui demandant de retourner à la situation de l'Ancien régime, rétablissant ainsi l'esclavage à Saint-Domingue, et abrogeant même le décret du 4 avril 1792 qui accordait la citoyenneté aux libres de couleurs,.

#### Indépendance (1804)

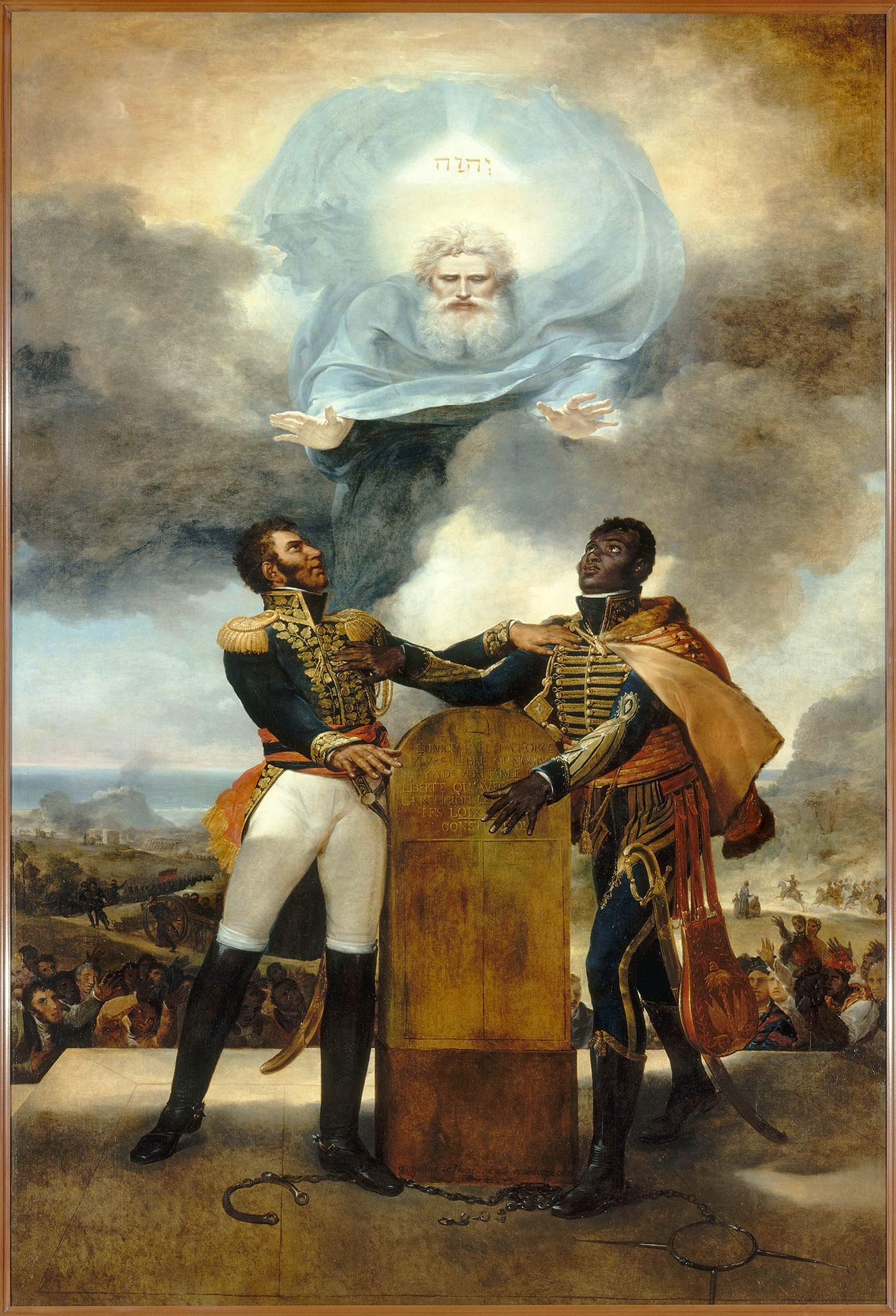
Le Serment des ancêtres, tableau symbolisant l'alliance en novembre 1802, entre les mulâtres de Pétion et les noirs de Dessalines.

En apprenant le rétablissement de l’esclavage à la Guadeloupe, Alexandre Pétion donne le signal de la révolte, le 13 octobre 1802. À la tête de cinq cent cinquante hommes, il marche contre le principal poste français du Haut-du-Cap, le cerne, le fait désarmer et sauve quatorze canonniers que les siens veulent égorger : l’armée des « indépendants » est alors formée. Les généraux Geffrard, Clervaux et Christophe viennent se joindre à Pétion qui, très diplomatiquement, passe au troisième le commandement de l’insurrection.
Jean-Jacques Dessalines rejoint alors de nouveau les révoltés en octobre 1802. Au congrès de l’Arcahaye (15-18 mai 1803), il réalise à son profit l’unité de commandement. C’est lors de ce congrès qu’apparaît le premier drapeau haïtien, bicolore bleu et rouge, inspiré du drapeau français dont la partie blanche a été ôtée. Le 19 novembre 1803, à la tête de l’armée des insulaires, avec à ses côtés Henri Christophe, Dessalines impose à Rochambeau (le successeur de Leclerc qui utilise contre les insurgés des chiens de combat achetés à Cuba) la capitulation du Cap après la défaite des armées françaises, la veille, à la bataille de Vertières. Rochambeau n’a alors d’autre choix que d’ordonner l’évacuation de la colonie. Toutefois, un contingent de soldats français reste établi à Santo Domingo, capitale de la partie espagnole d'Hispaniola, encore occupée par les Français.
Après le départ des troupes françaises, Dessalines, échaudé et craignant une nouvelle attaque, provoque aussitôt le massacre des derniers colons français blancs. Il donne à Saint-Domingue son nom autochtone d'Haïti et déclare l'indépendance de la République le 1er janvier 1804 aux Gonaïves. La première république noire libre du monde vient ainsi de naître.
Cette indépendance n'est toutefois pas reconnue par la France qui obtient, lors du traité de Paris du 30 mai 1814, que les puissances signataires considèrent encore le territoire comme colonie française.

## Premier Empire d'Haïti (1804-1806)

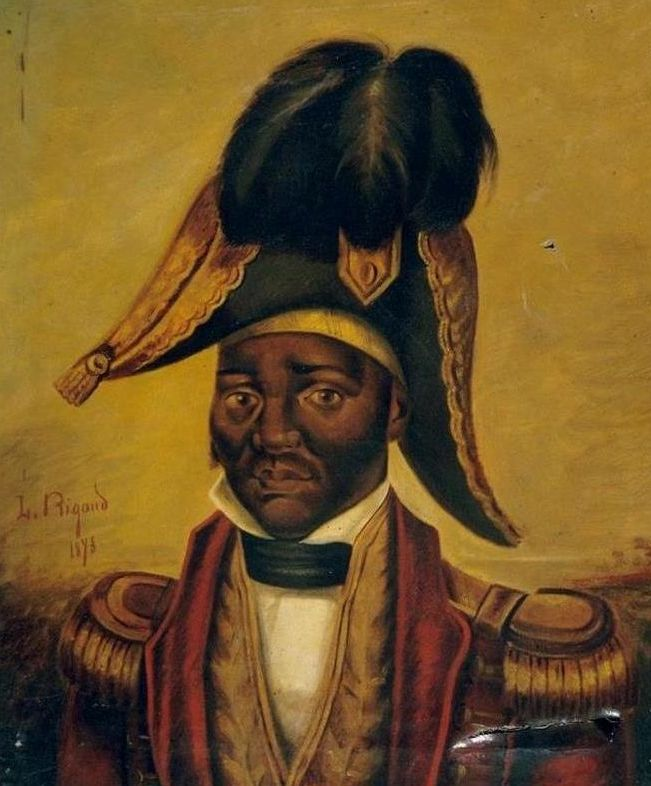
Jean-Jacques Dessalines, premier chef d'État d'Haïti.

Craignant le retour des Français dans l’île, Jean-Jacques Dessalines fait construire des fortifications et promulguer la Constitution de 1804. Cette constitution, en matière de libertés sociales, prévoit entre-autres la liberté de religion (sous Toussaint, le catholicisme avait été déclaré seule religion officielle d’État) et postule que tous les citoyens non-blancs d’Haïti, quelles que soient les nuances de leur peau, doivent être considérés comme « Noirs » afin d’éliminer la hiérarchie raciale qui s’était développée en Haïti, favorisant les personnes les plus claires. En revanche, il est interdit aux hommes blancs non-métissés de posséder une propriété ou un domaine sur le sol haïtien, afin de rendre irréversibles les cessions françaises consécutives à la révolution haïtienne. Si les Français devaient revenir pour réimposer l’esclavage, l’article 5 de la constitution déclare : « Au premier coup de fusil d’avertissement, les villes seront détruites et la nation se lèvera en armes ». Pour assurer l’égalité des chances, cette constitution officialise le français, car le créole parlé par la grande majorité de la population n’est pas standardisé et diffère de celui parlé dans d’autres îles.

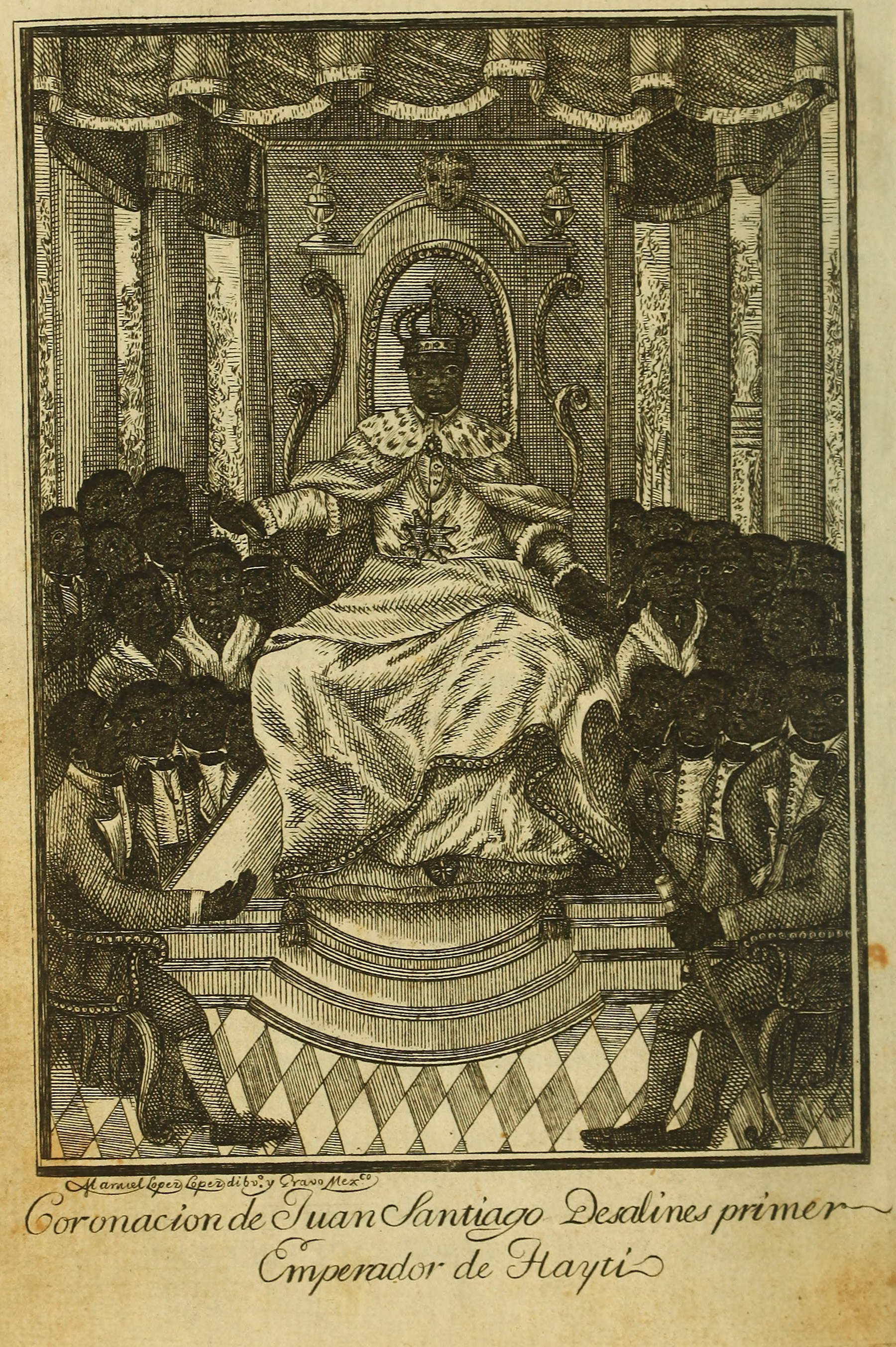
Couronnement de Jacques I^{er} le 22 septembre 1804.

À la suite de la proclamation du  Premier Empire en France, Dessalines fait proclamer la création du Premier Empire d'Haïti le 22 septembre 1804, dans une volonté de traiter d'égal en égal, et se fait proclamer empereur. Il se fait couronner le 8 octobre 1804, au Cap-Haïtien sous le nom de Jacques Premier. Le 25 février 1805, à la tête de 30 000 hommes, il s'empare de Santiago au centre de l’île, dans la partie espagnole, première étape de la conquête de Santo Domingo. Le 7 mars l’armée haïtienne converge sur la ville de Santo Domingo et l’assiège mais le 21 mars, les assiégés reçoivent en renfort un escadron français, mené par l’amiral Édouard de Missiessy. Le 28 mars, Dessalines abandonne le siège de Santo Domingo et fait retraite vers Haïti. C'est un échec pour Dessalines.
Dessalines confisque les terres des colons et donne les meilleures à ses officiers. Sa constitution du 20 mai 1805 interdit la propriété foncière aux Blancs. Pour remettre en marche l’économie, il édicte le travail forcé des cultivateurs avec un règlement plus dur que celui de Toussaint. Le peuple reprend les armes contre cette dictature.
C’est à Marchand, le 16 octobre 1806, que Dessalines apprend qu’il y a contre lui une révolte. Ignorant que Christophe avait été proclamé chef de l’insurrection, il lui écrit de se tenir prêt à entrer en campagne. Au général Pétion, qui est également dans le complot, il donne l’ordre de marcher sur les Cayes à la tête des troupes de la seconde division de l’Ouest. Sur le chemin de retour, Dessalines dit à son fils Innocent : « Mon fils, tiens-toi prêt : après tout ce que je viens de faire dans le sud, si les citoyens ne se soulèvent pas, c’est qu’ils ne sont pas des hommes et justement ils se sont soulevés ». Le lendemain, ses collaborateurs Alexandre Pétion, Jean-Pierre Boyer, André Rigaud et Bruno Blanchet rejoignent Dessalines à Pont-Rouge, au nord de Port-au-Prince, non pour lui obéir mais pour l’assassiner. L’empire haïtien est aboli, le sud du pays redevient une république et Bruno Blanchet en devient provisoirement le président le 19 janvier 1807. Le 10 mars suivant, Alexandre Pétion, élu par le Sénat, lui succède comme président de la République et nomme Bruno Blanchet, secrétaire général du gouvernement.

## Séparation de l’île en deux parties (1806-1808)

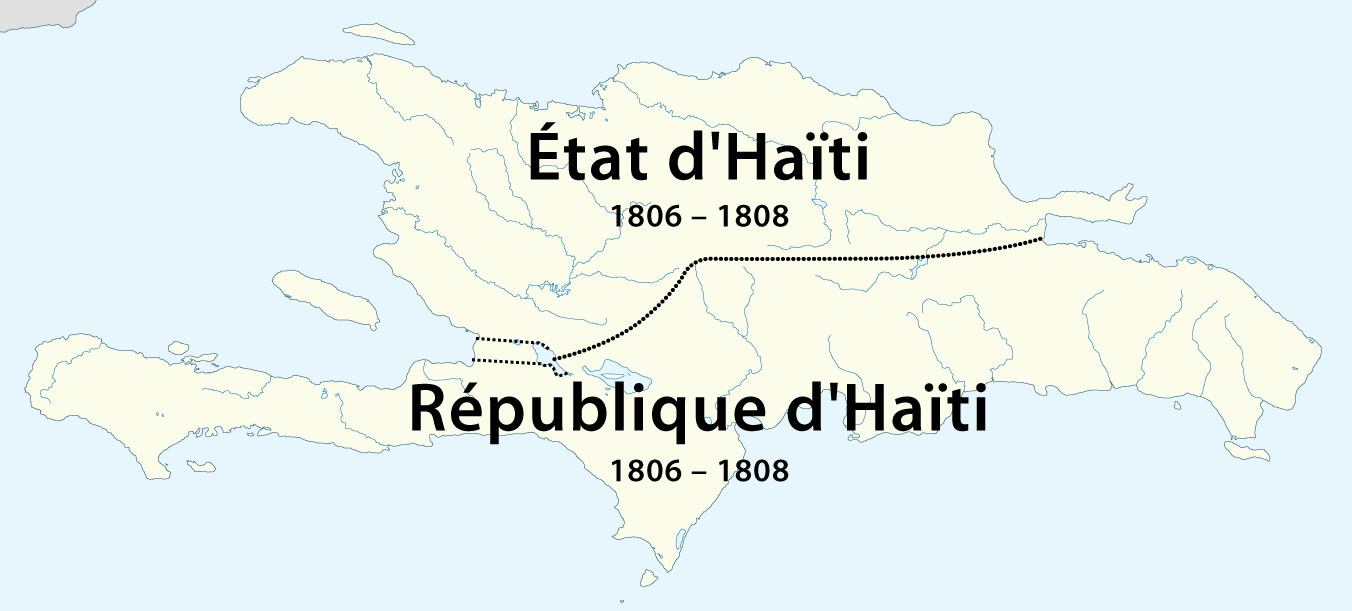
Hispaniola 1806-1808

Tandis que ces évènements se déroulent dans la partie occidentale de l’île, la partie orientale est occupée par les troupes françaises venues défendre Santo Domingo contre Dessalines. Celui-ci disparu, les habitants hispano-créoles de cette partie orientale, sous le commandement de Juan Sánchez Ramírez, demandent le départ des Français et, devant le refus de ceux-ci, les affrontent à la bataille de Palo Hincado le 7 novembre 1808 : les troupes françaises, battues, finissent par quitter le 9 juillet 1809 cette partie de l’île (actuelle République dominicaine).
La partie orientale de l’île est alors surnommée la España boba, littéralement l’Espagne idiote, parce qu’au lieu de profiter de la guerre d'indépendance espagnole, des guerres d'indépendance hispano-américaines et du départ des Français pour déclarer eux aussi leur indépendance, les habitants de Saint-Domingue, pensant échapper à la misère consécutive aux guerres grâce à l’aide espagnole, choisissent d’appeler les autorités coloniales espagnoles à réinstaurer leur colonie. L’aide de la métropole espagnole ne venant qu’au compte-gouttes, l’Espagne idiote dure 12 ans jusqu’à la première proclamation d’indépendance de la République dominicaine en 1821.

## Construction de l’unité nationale haïtienne (1810-1830)

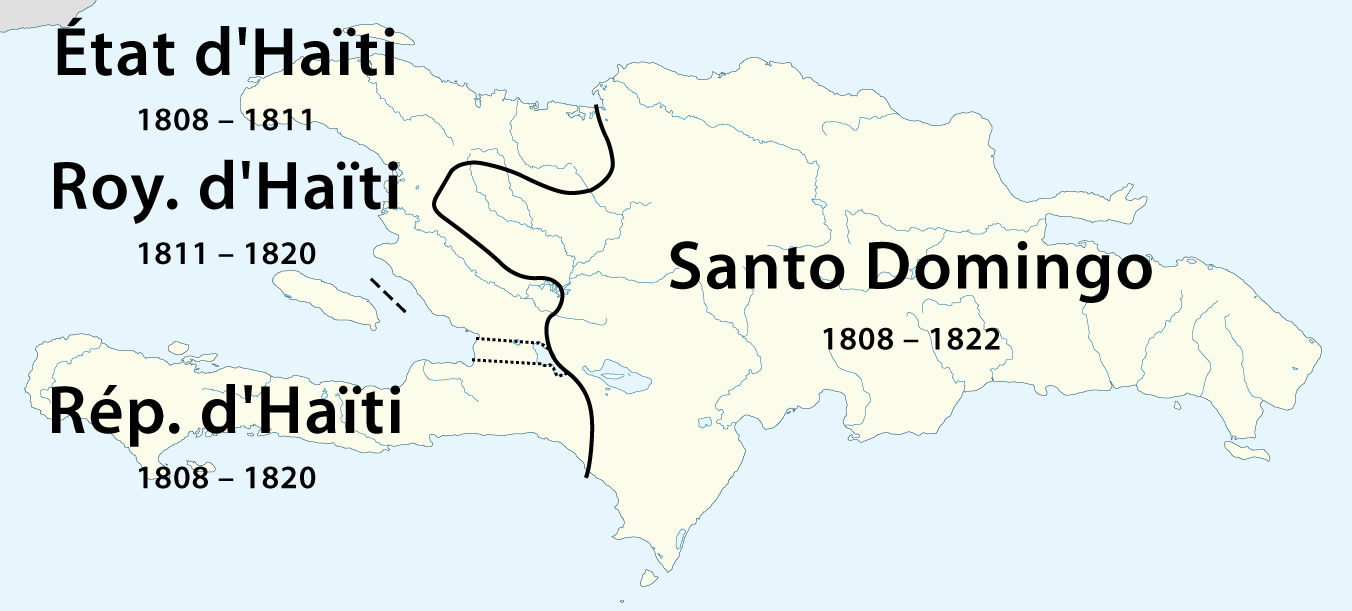
Hispaniola 1808-1820

Après l’assassinat de Dessalines, la partie occidentale de l'île, Haïti se scinde en deux sous l’autorité de ses anciens généraux : le noir Henri Christophe, élu président aux pouvoirs limités, tente de s’imposer, mais se heurte au métis Alexandre Pétion qui défend la capitale Port-au-Prince. Christophe regagne le Cap-Haïtien, au nord, où il s’instaure président à vie. Au sud, le sénat a élu Pétion. Christophe cherche à faire reconnaitre l'Indépendance d'Haïti et nomme en avril 1807 le journaliste Jean-Gabriel Peltier son chargé d'affaires auprès du roi d'Angleterre.
Christophe impose alors son autorité par les armes à la région du nord-ouest en 1810. Le 26 mars 1811, il se proclame roi sous le nom d’Henri 1er. Il établit une noblesse (non-reconnue en Europe) et édifie plusieurs palais, comme celui de Sans-Souci, ainsi que la citadelle Laferrière non loin de sa capitale, Cap-Haïtien (tous deux classés bien plus tard patrimoine mondial de l’humanité par l’UNESCO). Il reprend le système de la plantation en distribuant les terres à ses proches et en instaurant un « caporalisme agraire » pour forcer les paysans à y travailler. Il doit mater une mutinerie en 1812. Frappé d’une crise d’apoplexie le 15 août 1820, il en reste partiellement paralysé. En quelques mois, une nouvelle rébellion se déclare. Le 7 octobre 1820, abandonné par sa garde, Christophe se suicide, « d’une balle en argent » selon la légende.

Alexandre Pétion, quant à lui, procède à des distributions de lopins de terres au plus grand nombre, ce qui assure sa popularité. Cette politique engendre une économie autarcique de subsistance. Pétion soutient, en vain, la rébellion du nord-ouest contre Christophe. Le général André Rigaud, rentré d’exil, crée un État dans la péninsule du sud le 3 novembre 1810, que Pétion, après l’avoir un temps reconnu, réussit à renverser en suscitant une révolte locale le 7 mars 1812. En décembre 1815, Pétion donne asile à Simón Bolívar, en fuite. Il lui fournit des armes contre sa promesse d’abolir l’esclavage sur le continent (Bolivar abolit l’esclavage en Amérique latine le 6 juillet 1816). Pétion fait changer la constitution afin de devenir président à vie le 2 juin 1816. Mais, malade, il songe à démissionner et meurt le 29 mars 1818.

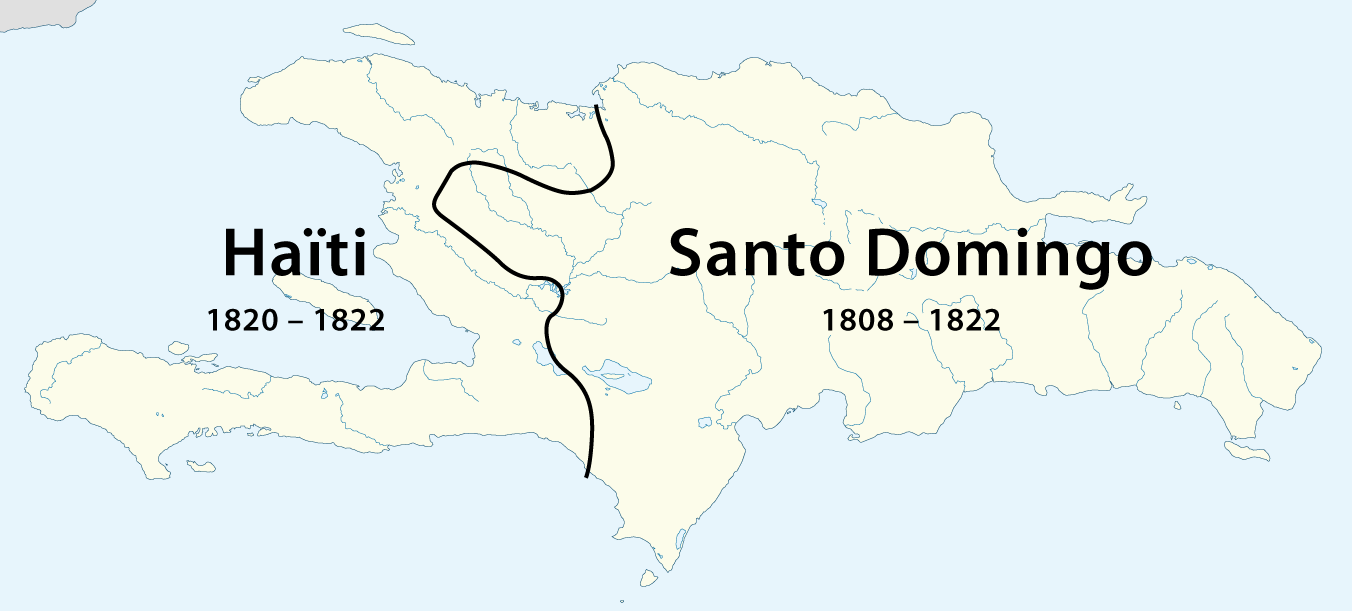
Hispaniola 1820-1822

Le commandant de sa garde, Jean Pierre Boyer, s’impose auprès du sénat et devient président. Devant l’insurrection contre Christophe en octobre 1820, Boyer part pour le Cap à la tête de son armée. Le 26 octobre, peu de temps après le suicide de Christophe (le 8 octobre 1820), il rattache le nord à la République. C'est la fin du royaume d'Haïti dans la partie nord-ouest de l'île et la réunification de la partie occidentale de l'île.

## Seconde occupation de la partie orientale de l'île (1822-1844)

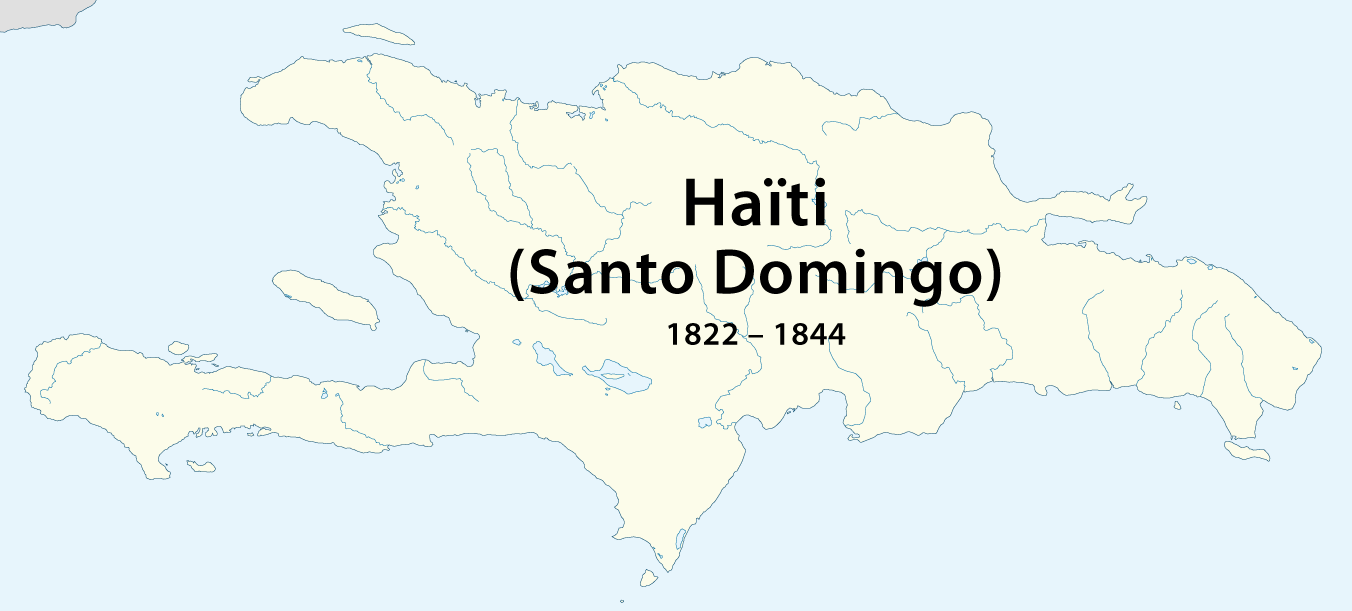
Hispaniola 1822-1844

En 1821, la España boba, partie orientale de l'île redevenue colonie espagnole se soulève et proclame son indépendance. Profitant de l’occasion et de l’appel de certains insurgés, Boyer envahit le pays neuf semaines après son indépendance, entre à Santo Domingo le 9 février 1822 et rattache l'Est de l'île à Haïti, imposant une union formelle entre les deux parties de l'ile en 1822.
L’occupation haïtienne dure vingt-deux ans, jusqu'à la chute de Boyer. Elle est généralement décrite comme une période de brutalité, même si la réalité est sans doute plus complexe[réf. nécessaire]. Cette période permet l’expropriation de grands propriétaires fonciers espagnols et des réformes pour exporter les produits agricoles, pour rendre obligatoire le service militaire, restreindre l’utilisation de l’espagnol et éliminer les coutumes traditionnelles telles que les combats de coqs ou de chiens. Elle est surtout marquée par l’abolition définitive de l'esclavage dans cette partie de l’île bien que la pratique du travail forcé soit toujours très répandue sur l'île, y compris en République dominicaine. Tout cela renforce finalement le sentiment national des Dominicains qui se démarquent des Haïtiens sur la langue, la pluralité des couleurs de peau, la religion catholique et les coutumes hispaniques[réf. nécessaire].

## Progression de la production caféière (1810-1840)
À partir de la fin des années 1810, la culture du café prend son essor en Haïti. La fin des guerres napoléoniennes et celle de la guerre anglo-américaine de 1812 permettent le rétablissement de la navigation commerciale. Le maintien des prix du café sur le marché mondial entre 1815 et 1821 facilite cette expansion. Les anciens esclaves ont souvent abandonné la canne à sucre pour se centrer sur la culture du café, d'abord exporté principalement aux États-Unis et au Royaume-Uni, dans le cadre de la Convention commerciale tripartite de 1799. Ils subissent cependant la concurrence de leurs anciens maîtres français, émigrés à Cuba après 1798 et 1803, les Réfugiés français de Saint-Domingue à Cuba, qui avaient réussi dans les années 1780, la révolution du café de Saint-Domingue, et lancent une révolution du café à Cuba dans les années 1810 et les années 1820, en recourant massivement à la traite négrière. Pour contrecarrer cette évolution, l'Angleterre encourage alors l'importation de café haïtien. Au même moment, la nouvelle république noire entretient des rapports moins favorables avec les États-Unis, à la suite de l'élection 1817 d'un président proche des réfugiés français de Saint-Domingue en Amérique, James Monroe, l'ami de Thomas Jefferson, qui avait négocié l’achat de la Louisiane.
Un premier traité anglo-espagnol pour l'abolition de la traite négrière à Cuba est signé dès 1817. Prévoyant un délai de trois ans pour son application et un dédommagement anglais de 4 000 000 livres sterling à Cuba, il n'est cependant pas respecté. En 1822, l’Angleterre importe 35,1 millions de livres de café d'Haïti, deux fois plus qu'en provenance de Cuba. Avec 0,65 million de livres exportés seulement, le sucre disparaît quasiment d'Haïti. La France ne représente plus alors qu’un quart des exportations haïtiennes et les États-Unis un tiers.
Dans l'espoir que la nouvelle république noire puisse verser aux ex-planteurs l'indemnisation des colons de Saint-Domingue, la France fait à son tour un effort pour encourager la production haïtienne du café. Au moins 82 navires français assurent son importation dès 1821 contre 39 en 1817. En 1824, la moitié des 10 millions de tonnes de café importées par la France viennent d'Haïti, une progression de 45 % par rapport aux 3,86 millions de tonnes de 1821. Le président haïtien Jean-Pierre Boyer (1776-1850) facilite même la migration de 6000 Noirs américains libres, qui s'établissent sur des plantations caféières.
Au même moment, l'expansion caféière du Brésil et de Cuba, nourrie par la Traite négrière, déclenche une surproduction mondiale et la baisse des prix de vente du café sur le marché mondial. Le cours de la livre de café haïtien à Philadelphie perd 75 % de sa valeur au cours du mandat du président haïtien Jean-Pierre Boyer, passant de 26 cents en 1822 à 6 cents en 1843. Le rêve de l'expansion caféière bute sur cette contrainte.

## Lutte de Boyer pour la reconnaissance de l'indépendance d'Haïti (1814-1838)
En 1814, le roi Louis XVIII envoie trois émissaires à Haïti, la mission Dauxion-Lavaysse, Draverman auprès de Pétion et Franco de Medina auprès de Christophe pour faire reconnaître son autorité. Pour certains, elle vise au rétablissement de l’esclavage, ce qui fait scandale ; pour d’autres c’est une simple mission d’espionnage. Elle se termine par la condamnation à mort de Franco de Medina. Une deuxième mission intervient en 1816 : moyennant un protectorat sur l'île, la France propose à Pétion le titre de gouverneur. Les deux émissaires français, Fontanges et Esmangard, sont éconduits comme les autres. Au total, plus de dix missions officielles ou officieuses sont dépêchées entre 1816 et 1823.

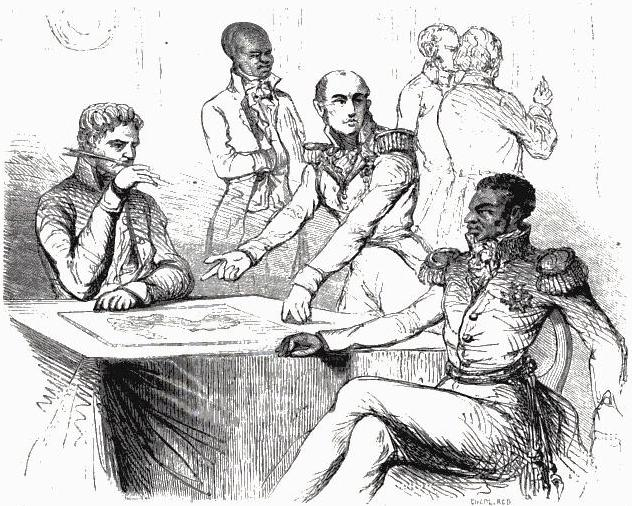
Le baron de Mackau et Jean-Pierre Boyer lors de la négociation sur l'indemnité à verser à la France.

En 1825, le nouveau roi de France Charles X exige le versement d'une indemnité de dédommagement aux anciens colons contre la reconnaissance de l’indépendance. Le décret qu'il signe le 17 avril 1825 établit le montant à 150 millions de francs-or payable en cinq ans. Afin de forcer le président haïtien Jean-Pierre Boyer à accepter l'accord, la France expédie une flotte de quatorze navires de guerre,,. Cette somme représente 10 années de recettes fiscales du pays. Boyer accepte. Dès 1826, Haïti est reconnu par presque toutes les nations (à l’exception des États-Unis). Boyer doit créer un impôt spécial, source d’impopularité, et négocie un emprunt de 30 millions à une banque française avec un taux d’intérêt de 6 %, tout en demandant une réduction de la dette. Charles X impose également dans ce décret une réduction de 50 % des droits de douane pour les produits d'exportation vers la France. La dette est ramenée à 90 millions payables en trente ans, en février 1838.
Important législateur, Boyer fait aussi ratifier un code rural le 1er mai 1826 qui instaure un caporalisme agraire et la corvée pour l’entretien des chemins. En janvier 1843, le sud se soulève. Ses troupes vaincues, Boyer abdique et prend la fuite le 13 février suivant après avoir exercé le pouvoir près d'un quart de siècle. Il s'exile en Jamaïque puis à Paris où il meurt en 1850.

## Instabilité et gabegie des années 1844-1915
Profitant de l'exil de Boyer (1776-1850), une insurrection dominicaine chasse la garnison haïtienne de Santo Domingo le 27 février 1844 et proclame la seconde indépendance de la République dominicaine après 22 ans d'occupation haïtienne.
Alors que la république dominicaine se redresse et se renforce, Haïti, pendant trois-quarts de siècle, sombre dans l’instabilité et la violence politique, déchiré entre les élites métisses principalement rurales et prépondérantes au sud, et noires surtout propriétaires terriennes et influentes au nord. De plus, hormis quelques exceptions, les dirigeants ne se soucient ni de la société ni de l’économie.

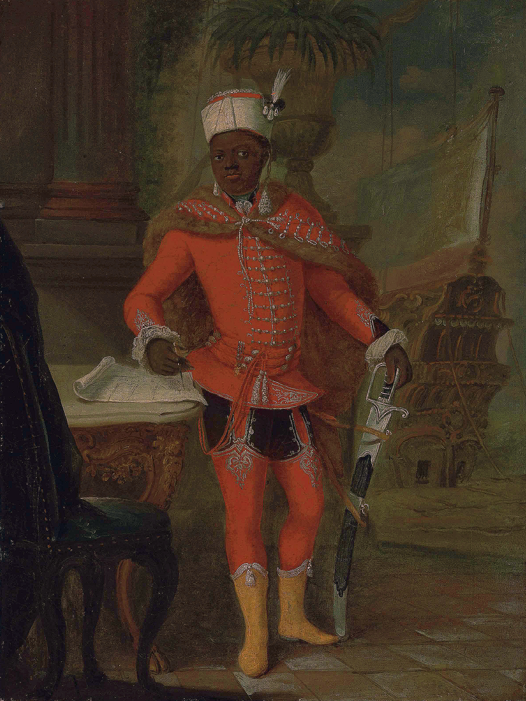
L'Empereur Faustin I^{er} d'Haïti.

Charles Rivière Hérard, tombeur de Boyer, est renversé au bout de quelques mois. Le sénat choisit dès lors de ne plus élire que des hommes âgés et faibles. Trois vieillards ivrognes ou illettrés se succèdent en deux ans tandis que des révoltes ne cessent de se déclarer. Le 1er mars 1847, le sénat élit Faustin Soulouque, noir illettré, qui n’est même pas candidat, mais se révéle ambitieux et déterminé. Le 25 août 1849, il enjoint au parlement de le proclamer empereur. Il se fait sacrer le 18 avril 1852 avec un faste ruineux pour le pays. Le paiement de la dette doit être interrompu. Il se lance dans une sévère répression contre les métis et règne en despote sur le pays pendant dix ans. Il échoue par deux fois à réoccuper militairement la République dominicaine. Le 15 janvier 1859, il est renversé par le général métis Fabre Geffrard.
La présidence de Geffrard constitue un intermède dans cette période de troubles. Geffrard restaure la République. Il négocie un concordat avec le Vatican, signé à Rome le 28 mars 1860. Haïti est reconnue par les États-Unis d'Abraham Lincoln le 5 juin 1862. Geffrard développe l'instruction publique primaire et supérieure. Par son code rural de 1863, il instaure la corvée pour réaliser des routes, canaux et fontaines. Il encourage les exportations de coton et réduit l’armée de moitié. Mais les finances restent fragiles. Il doit réprimer plusieurs conspirations, dont celle de Sylvain Salnave au Cap-Haïtien en mai 1865 qui nécessite l’intervention de la marine britannique. Le 31 décembre 1863, un crime en sorcellerie sur une petite fille a des échos dans la presse internationale qui, dès lors, assimile le vaudou à la sorcellerie. Devant un soulèvement de toute la région de l’Artibonite, Geffrard démissionne le 13 mars 1867.
L’autoritarisme brutal redevient la norme, entraînant des successions de révoltes. Le nouveau président, Salnave, excite dès octobre 1867 la population contre la chambre des députés et ferme celle-ci. Le nord, puis le sud du pays font sécession en 1868. Des groupes de paysans armés, appelés « cacos », s’organisent dans le nord. Toujours prêts à la révolte, ils constituent pendant un demi-siècle l'épée de Damoclès de tous les dirigeants, y compris de ceux qui s’appuient d’abord sur eux pour accéder au pouvoir. Plusieurs coups d’État se succédent. L’incurie est telle qu’en juin 1872, le gouvernement impérial allemand utilise la force militaire pour que l’État haïtien rembourse une dette envers des citoyens allemands.

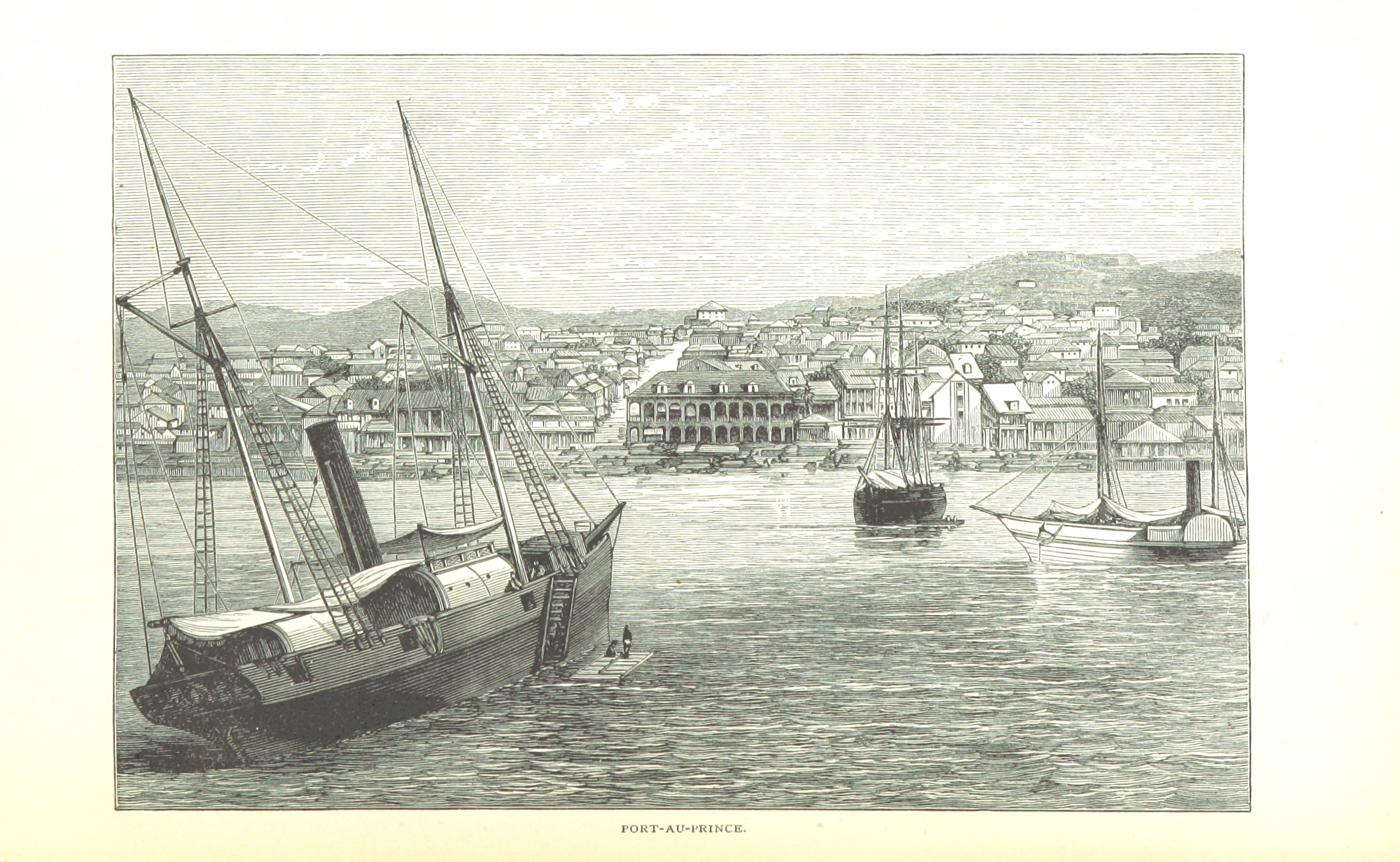
Port-au-Prince dans les années 1870.

En septembre 1883, devant une insurrection bourgeoise à Port-au-Prince, le président noir Lysius Salomon fait massacrer 4 000 métis. Il faut la menace d’une intervention étrangère pour que le calme revient. Salomon, néanmoins, parvient à rétablir les finances du pays ; il acheve le paiement de la dette. Il développe l’enseignement secondaire et rural. Devant une double révolte de Port-au-Prince et des cacos, il doit s’exiler en août 1888.
Après plus d’un an d’anarchie, Florvil Hyppolite prend le pouvoir. En 1891, il tient tête à la volonté des États-Unis de se faire concéder la pointe nord-ouest du pays : le môle Saint-Nicolas. La même année, devant une sédition d’une partie de sa garde, il fait massacrer 150 personnes. Il développe le téléphone et construit plusieurs marchés, abattoirs et quais, au prix d’une forte inflation. En 1896, les révoltes reprennent ; Hyppolite meurt d’une crise cardiaque.
L’État haïtien est si déconsidéré que, fin 1897, à la suite de l’emprisonnement musclé d’un résident allemand, Lüders, l’Allemagne expédie deux navires de guerre pour exiger une indemnité exorbitante de 20 000 $ et les excuses officielles du chef de l’État, Tirésias Simon Sam, qui doit s’exécuter.
Les luttes entre factions militaires reprennent. Même les opposants au pouvoir en place se déchirent. Un président chasse l’autre : entre 1908 et 1915, il y en a neuf.

### Galerie présidentielle 19ème

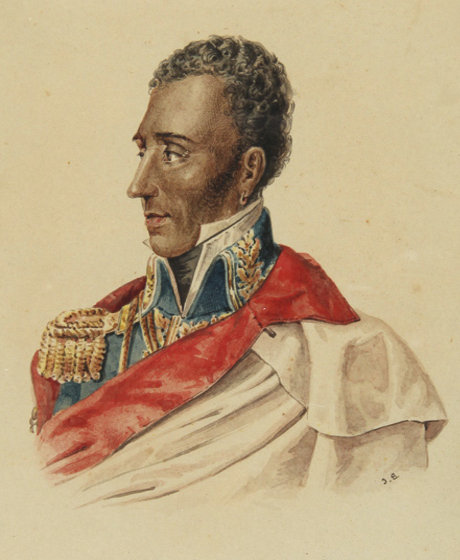
Jean-Pierre Boyer 1818-43
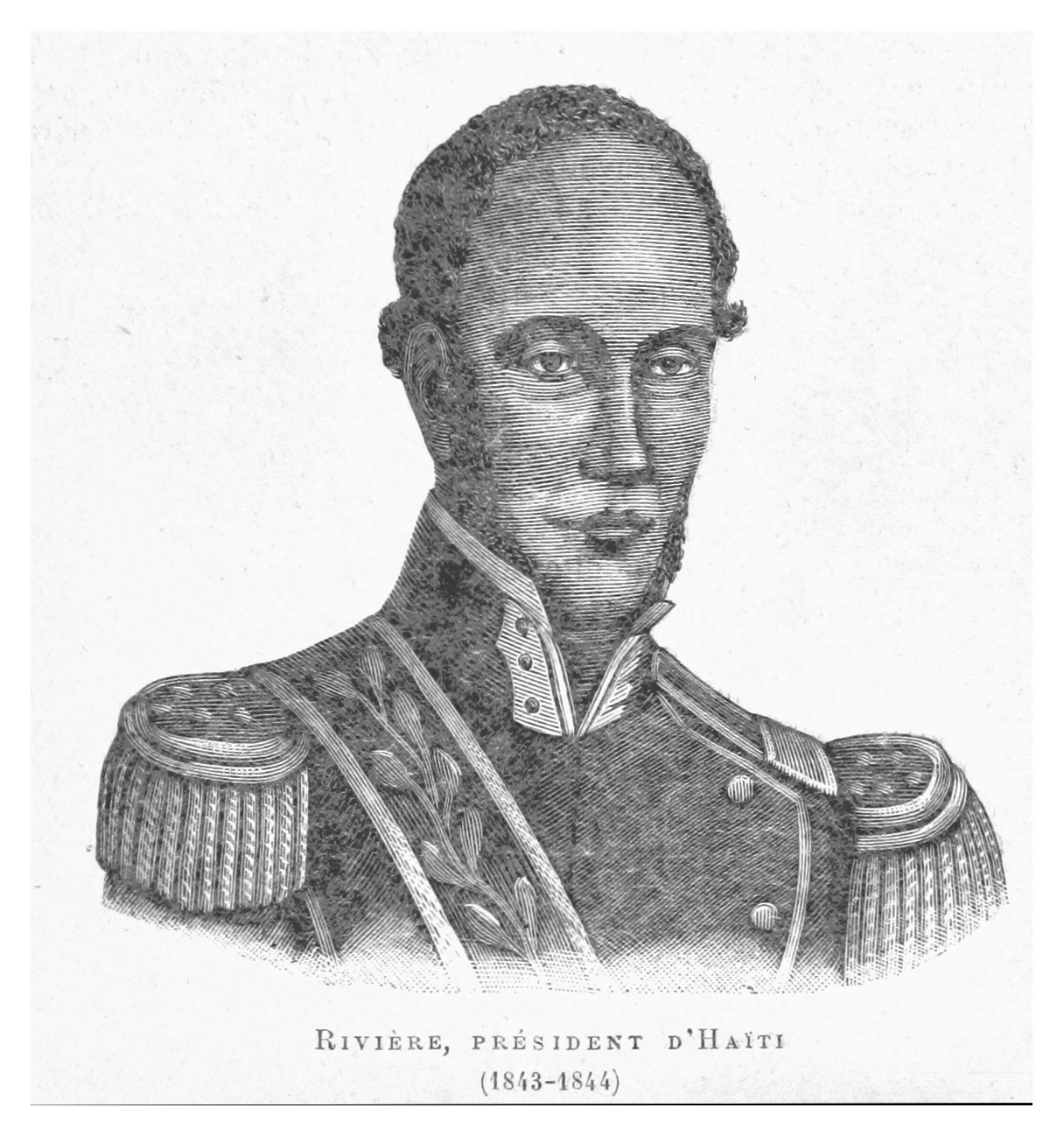
Charles Rivière Hérard 1843-44
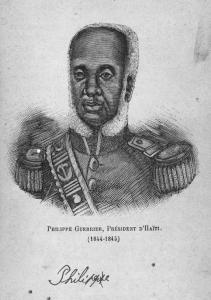
Philippe Guerrier 1844-45
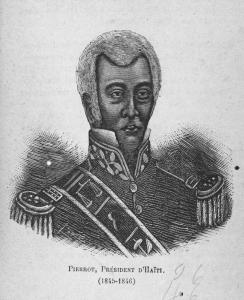
Jean-Louis Pierrot 1845-46
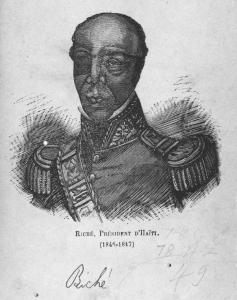
Jean-Baptiste Riché 1846-47
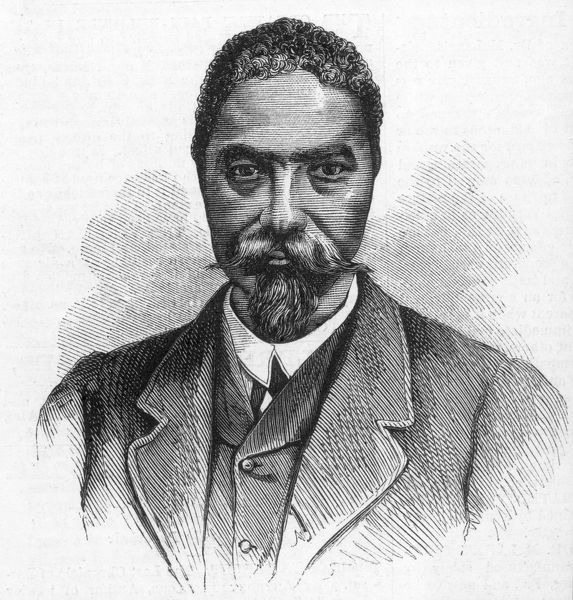
Sylvain Salnave 1867-69
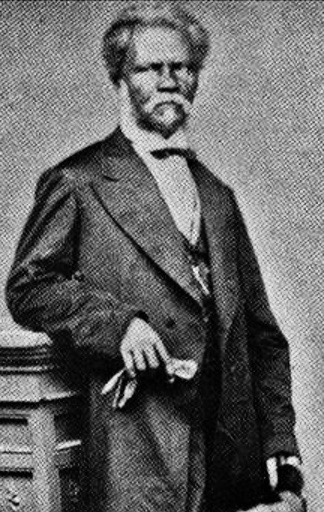
Nissage Saget 1869-74
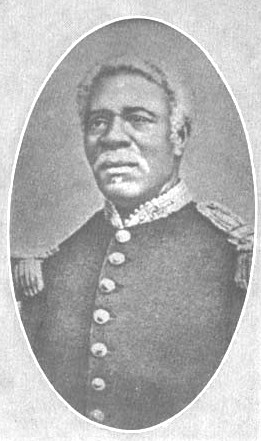
Michel Domingue 1874-76
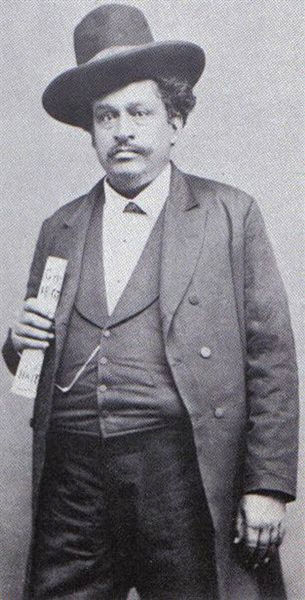
Pierre Théoma Boisrond-Canal 1876-79, 1888
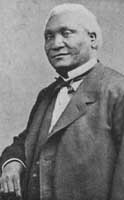
Lysius Salomon 1879-88
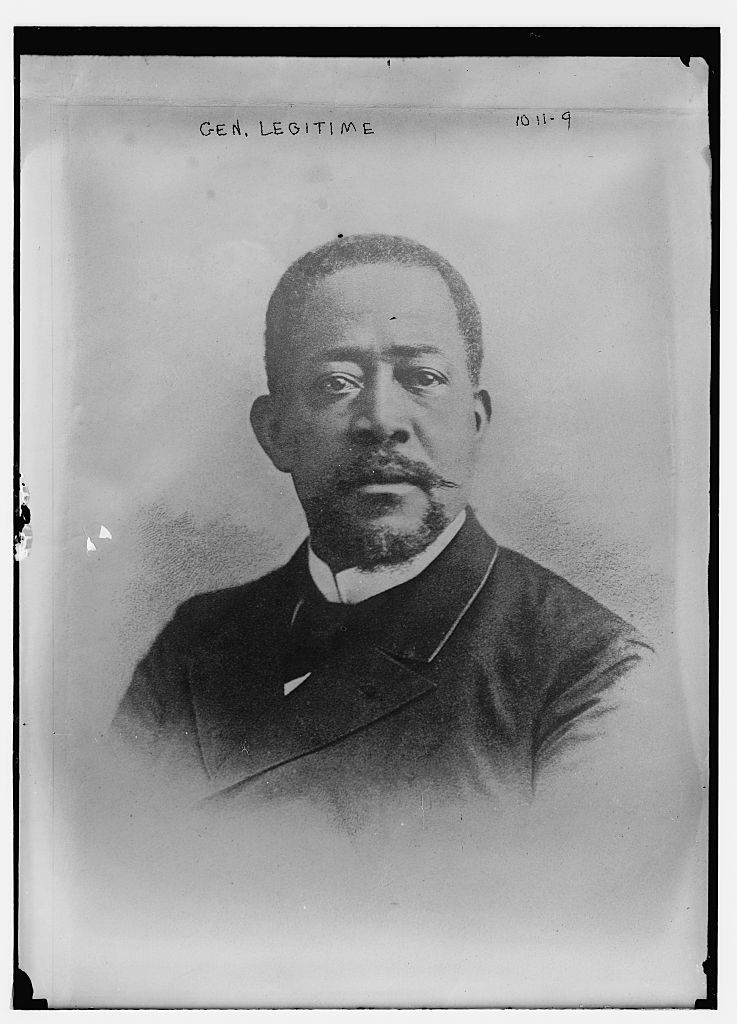
François Denys Légitime 1888-89

## Occupation américaine (1915-1934)
À partir de 1908, les compagnies américaines négocient des concessions exorbitantes pour construire des voies ferrées et développer des plantations de bananes en expropriant les paysans. En 1910, la banque américaine National City achète une part importante de la Banque de la République d'Haïti, banque centrale qui, à la fois est trésorier du pays et dispose du monopole sur l'émission de billets. Les possibles effets sur Haïti de la guerre en Europe inquiétent aussi les États-Unis. La communauté d'origine allemande y exerce en effet un pouvoir économique prépondérant. La majorité du commerce maritime est détenue par des Allemands qui, souvent sont alliés aux riches familles métis locales. D'autres éléments pèsent dans l'importance de ce territoire pour les Etats-Unis. Outre la protection des intérêts des Banques américaines et des investissements effectués, l'ouverture du canal de Panama en 1914 a donné également une importance stratégique nouvelle aux pays dits des Grandes Antilles.

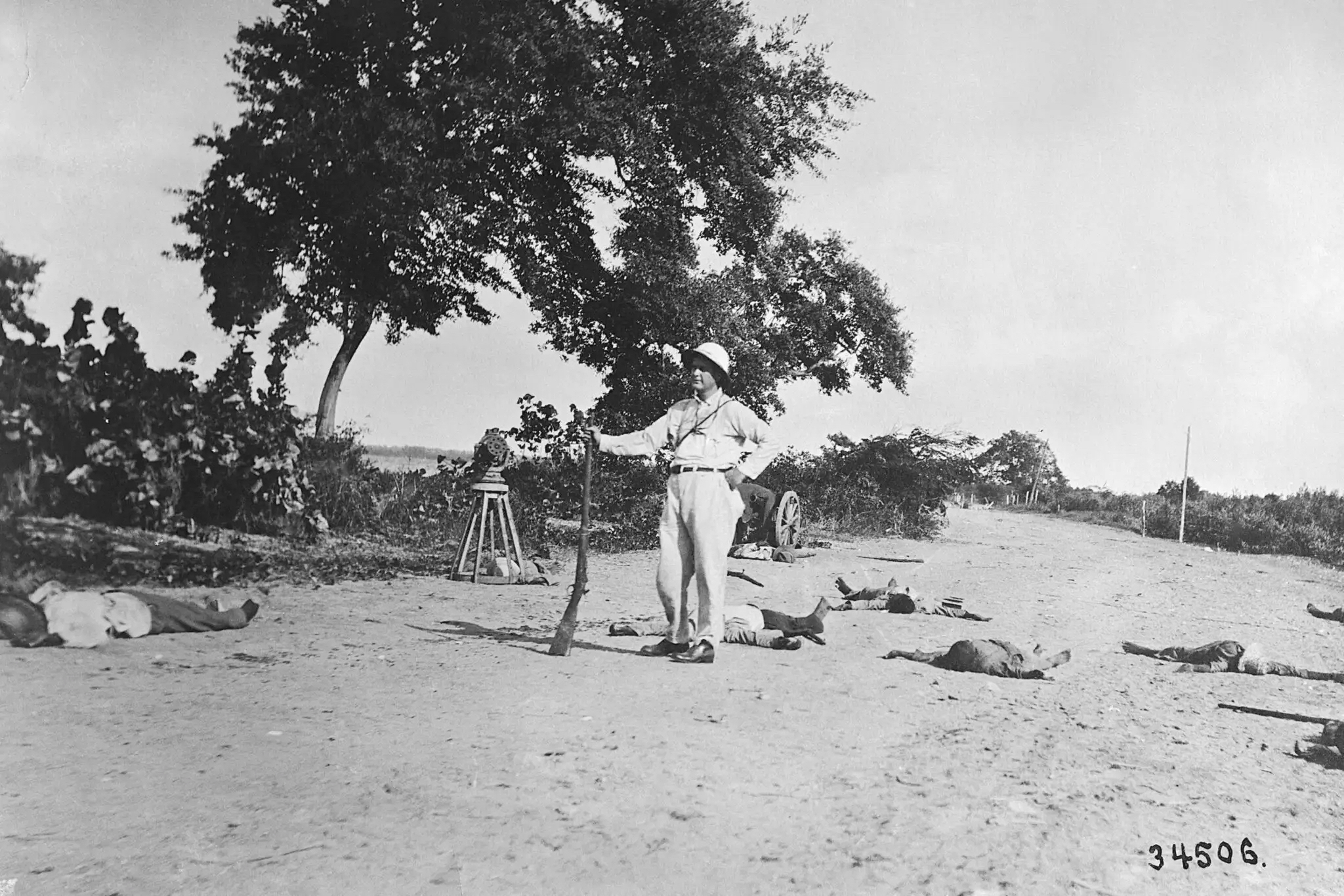
Américain posant avec des cadavres de révolutionnaires haïtiens, 11 octobre 1915.

Les Américains décident d'envahir et occuper militairement Haïti. Le 28 juillet 1915, la foule se prépare à lyncher le président Vilbrun Guillaume Sam (1859-1915) dans la légation de France, à la suite du massacre de 167 prisonniers politiques par ce dernier. Les rebelles « cacos » sont dirigés par Rosalvo Bobo qui se proclame farouchement anti-américain. Le président des États-Unis Woodrow Wilson envoie donc le jour même les Marines à Port-Au-Prince, officiellement pour rétablir l'ordre. Ils débarquent pour occuper le pays et vont y rester pendant presque vingt ans. Les commandos de Marines attaquent le fort Rivière dans lequel se sont retranchés les insurgés cacos, hostiles au régime haïtien et à l'intervention américaine. En six semaines, les États-Unis font élire un Président, le président du Sénat Philippe Sudre Dartiguenave et signer un Traité, base légale de l’occupation, par lequel ils prennent le contrôle des douanes et de l’administration. L’administrateur américain a le pouvoir de veto sur toutes les décisions gouvernementales d’Haïti et les officiers des Marines servent dans les provinces. Ainsi, 40 % des recettes de l'État passent sous le contrôle direct des États-Unis. L'armée est dissoute au profit d'une gendarmerie, destinée à maintenir l'ordre intérieur.
Les officiers sont américains. Les institutions locales, cependant, continuent à être dirigées par les Haïtiens.
En 1917 le président Dartiguenave demande la dissolution de l’Assemblée qui a refusé d’approuver une Constitution inspirée par le secrétaire à la Marine des États-Unis : Franklin Delano Roosevelt. Ceci est fait par la gendarmerie, commandée par le Marine Smedley Butler. En 1918, cette constitution est approuvée par référendum (mais avec 5 % de votants). D’inspiration libérale, elle autorise la propriété foncière aux étrangers, ce qui était interdit depuis l'acte d'indépendance du pays. De grandes compagnies américaines s'installent.

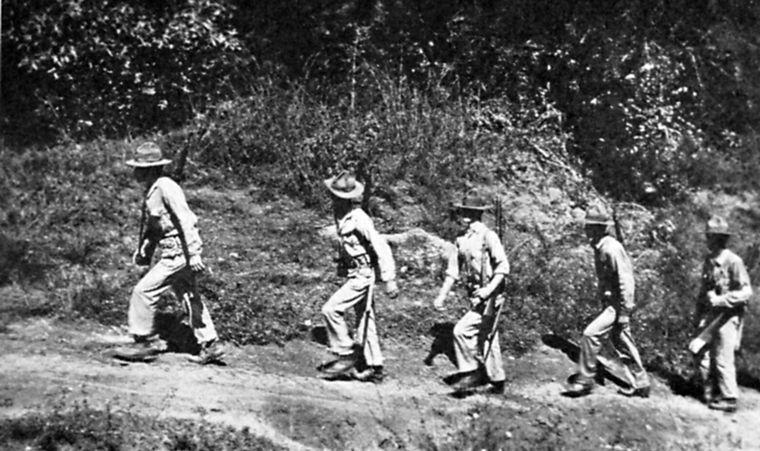
Patrouille de Marines américains à Haïti en 1921.

Habitués à leur ségrégation raciale, les occupants américains se montrent racistes. Cette attitude consterne en particulier l'élite métisse, francophone et éduquée. L’indignation engendre une nouvelle fierté raciale qui s’exprime dans le travail d'une nouvelle génération d’historiens, d'écrivains (comme Jacques Roumain) et artistes.

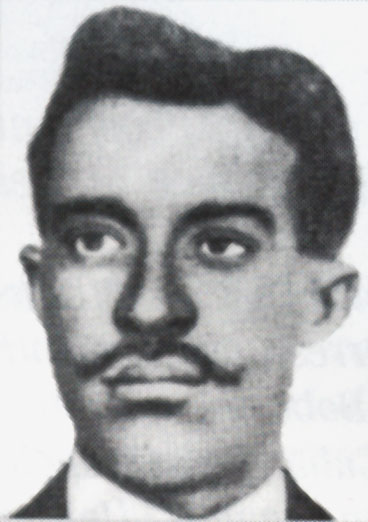
Charlemagne Péralte.

Par contre, des routes sont construites, mais sous le système de la corvée. La réaction populaire est violente. À la fin de l’année, le pays est en état d’insurrection. Les paysans armés, surnommés « cacos » sont jusqu'à 40 000. Leurs chefs les plus connus sont Charlemagne Péralte (1885-1919) et Benoît Batraville (1877-1920) qui vont jusqu'à attaquer la capitale, Port-au-Prince en octobre 1919. Il faut deux ans aux Marines américains pour mater la révolte au prix de plus de deux mille morts.
Gênés par la brutalité de cette répression devant l'opinion publique et ne bénéficiant plus de la justification de la guerre contre l'Allemagne, les États-Unis envoient en 1921 une commission d'enquête du Sénat. Profitant en 1922 de l’élection d’un autre Président, Louis Borno, les États-Unis s'engagent à fournir à Haïti une aide politique et économique en contrepartie de l’occupation. S'instaure alors ce que l'opposition appela « la dictature bicéphale » entre Borno et le Haut-Commissaire, le général John Russell. La politique douanière est modifiée.
Les finances publiques sont assainies et l’endettement réduit. La monnaie nationale, la gourde, est rattachée au dollar, assurant sa stabilité (mais au risque de la surévaluer).
La National City Bank est critiquée pour des pratiques déloyales, telles que le refus de payer au gouvernement d'Haïti les intérêts sur l'argent déposé sur ses comptes, qui sont transférés à New York. Elle ne se met à payer les intérêts qu'après 1922, mais seulement à un taux de 2 %, au lieu des 3,5 % accordés aux autres dépositaires équivalents. Selon le sénateur et économiste Paul Douglas, cela équivaut à une perte d'un million de dollars (de cette époque) en intérêt.
L’administration et l’armée sont professionnalisées, et la corruption combattue. La gendarmerie devient une force efficace. L'instruction publique, longtemps négligée, est reprise depuis le primaire et axée sur la formation professionnelle, au détriment des « libéralités » qui ne bénéficient qu'aux classes fortunées. Les infrastructures connaissent un essor sans précédent : ainsi, le téléphone automatique est installé à Port-au-Prince ; les ports sont équipés de quais et de phares ; un service de santé publique est développé, avec hôpitaux et dispensaires de campagne. 1 700 km de routes sont créées et entretenues. La culture du sisal est introduite et les exportations de sucre et de coton se développent.
Toutefois, cette marche forcée vers la modernité se fait aux dépens de la démocratie, le Sénat restant dissout.
Borno se fait réélire par un Conseil d'État dont il a choisi les membres.
Les Haïtiens conservent une forte hostilité envers l'occupant américain qui n'hésitait pas à faire usage des armes. En 1929, la crise économique mondiale réduit les exportations agricoles alors que des taxes et normes nouvelles frappent les paysans. Le 6 décembre. Des paysans se rendant à une fête se heurtent à des Marines au lieu-dit de Marchaterre qui les prennent pour des manifestants : des tirs sont effectués sur ces paysans, provoquant plus de dix morts, et de très nombreux blessés. L’opposition se déchaîne. Le président des États-Unis Herbert Hoover propose au Congrès l’envoi d’une commission d’enquête dans le but de se retirer d’Haïti.
Elle est dirigée par William Cameron Forbes. En avril 1930, elle fait élire un président provisoire : Louis Eugène Roy qui organise des élections législatives.
En novembre, Sténio Vincent est élu à la Présidence.
Les troupes américaines partent le 21 août 1934. Les États-Unis maintiennent cependant leur contrôle sur les douanes jusqu'en 1946.

## Tension avec la République dominicaine (1937)
En 1728 déjà, un massacre des boucaniers (français) par les Espagnols a eu lieu sur les rives de la rivière nommée Guatapana par les Taïnos et Dajabón par les Européens : l'édition de 1797 de la Description de Saint-Domingue par Médéric Louis Élie Moreau de Saint-Méry mentionne déjà pour ce cours d'eau l'hydronyme français « rivière Massacre ». Devenue frontalière entre Haïti (rive gauche) et la république dominicaine (rive droite), la rivière est le théâtre d'un nouveau massacre au XXe siècle.
En octobre 1937, le dictateur dominicain Rafael Trujillo ordonne aux cultivateurs haïtiens installés en nombre sur la rive droite dominicaine, mais sans titres officiels, de repasser du côté haïtien de la rivière. Personne n'obéit et il ordonne alors à l'armée dominicaine de les chasser par la force : c'est l’Opération Perejil qui provoque un carnage dans lequel meurent entre 20 000 et 30 000 Haïtiens. Ce massacre est surnommé kouto a ou kout kouto (« coup de couteau ») par les Haïtiens. Ce n'est que durant le gouvernement de Salvador Jorge Blanco (1982-1986) qu'est rouverte la frontière dominico-haïtienne. Mais la différence de niveau de vie entre les deux pays qui se partagent Hispaniola continue à entretenir une tension permanente entre les travailleurs haïtiens et les garde-frontière dominicains, tout au long de la frontière.

## Régimes d'après-guerre (1945-2000)
Après la Seconde Guerre mondiale, durant laquelle Haïti s'oppose aux pays de l'Axe, il y un retour aux velléités autoritaires. Par deux fois, en 1946 et 1950, une junte militaire assure une transition du pouvoir : en 1946, c'est au profit de Léon Dumarsais Estimé (1900-1953), qui développe les droits des noirs et organise l’exposition internationale en décembre 1949.
Puis en octobre 1950, l'armée organise les premières élections présidentielles au suffrage universel. La mobilisation du corps électoral est faible. Le colonel Paul Magloire (1907-2001) est élu à 99 % des suffrages.
Au terme de son mandat, en décembre 1956, il doit s’exiler devant l’ampleur des grèves.
L’année 1957 est troublée par des putschs, attentats et scandales. Le président provisoire Daniel Fignolé est défait par le chef de l’armée qu’il a nommé lui-même un mois plus tôt. En septembre 1957, l’armée organise des élections : le médecin François Duvalier (1907-1971), dit « Papa Doc », est élu président de la République, grâce au soutien des Noirs qui voient en lui le moyen de mettre fin à un pouvoir détenu par les métis.

### Galerie présidentielle (partielle) 1915-1957

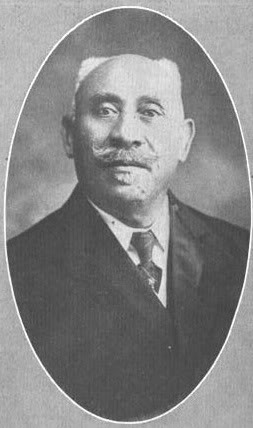
Philippe Sudre Dartiguenave 1915-1922
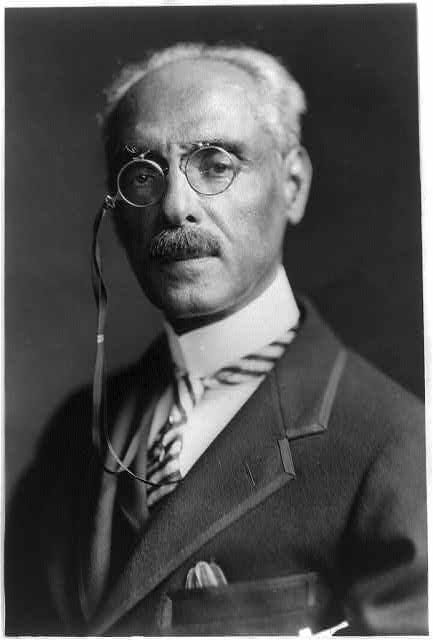
Louis Borno 1922-1930
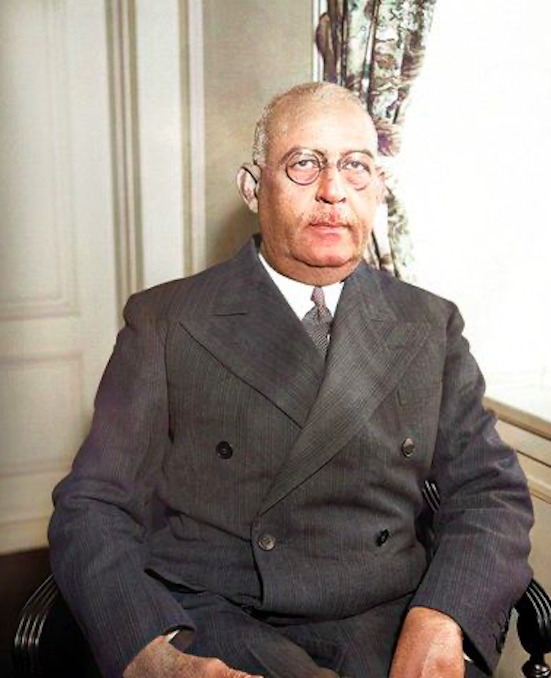
Sténio Vincent 1930-1941
Élie Lescot 1941-1946
Léon Dumarsais Estimé 1946-1950
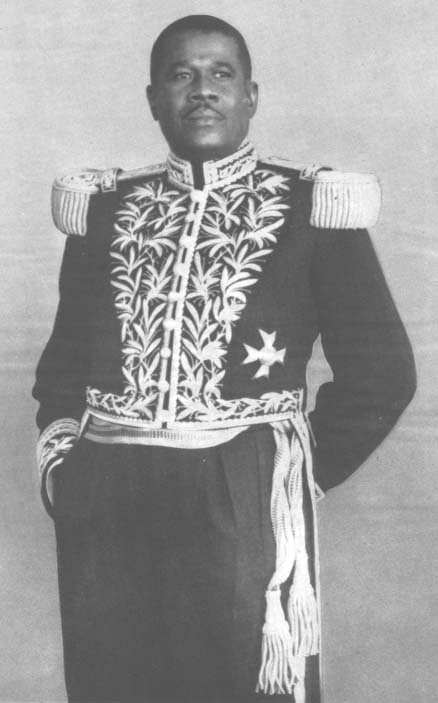
Paul Magloire 1950-1956
Daniel Fignolé 1957
Antonio Kébreau 1957

### Dictature duvaliériste-macoute (1957-1986)

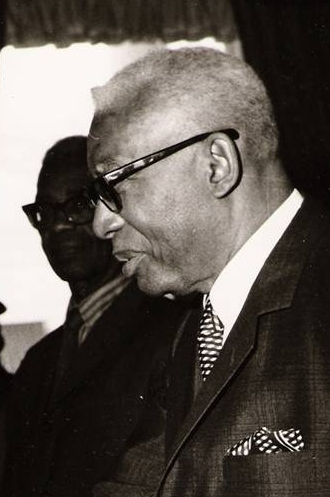
François Duvalier.

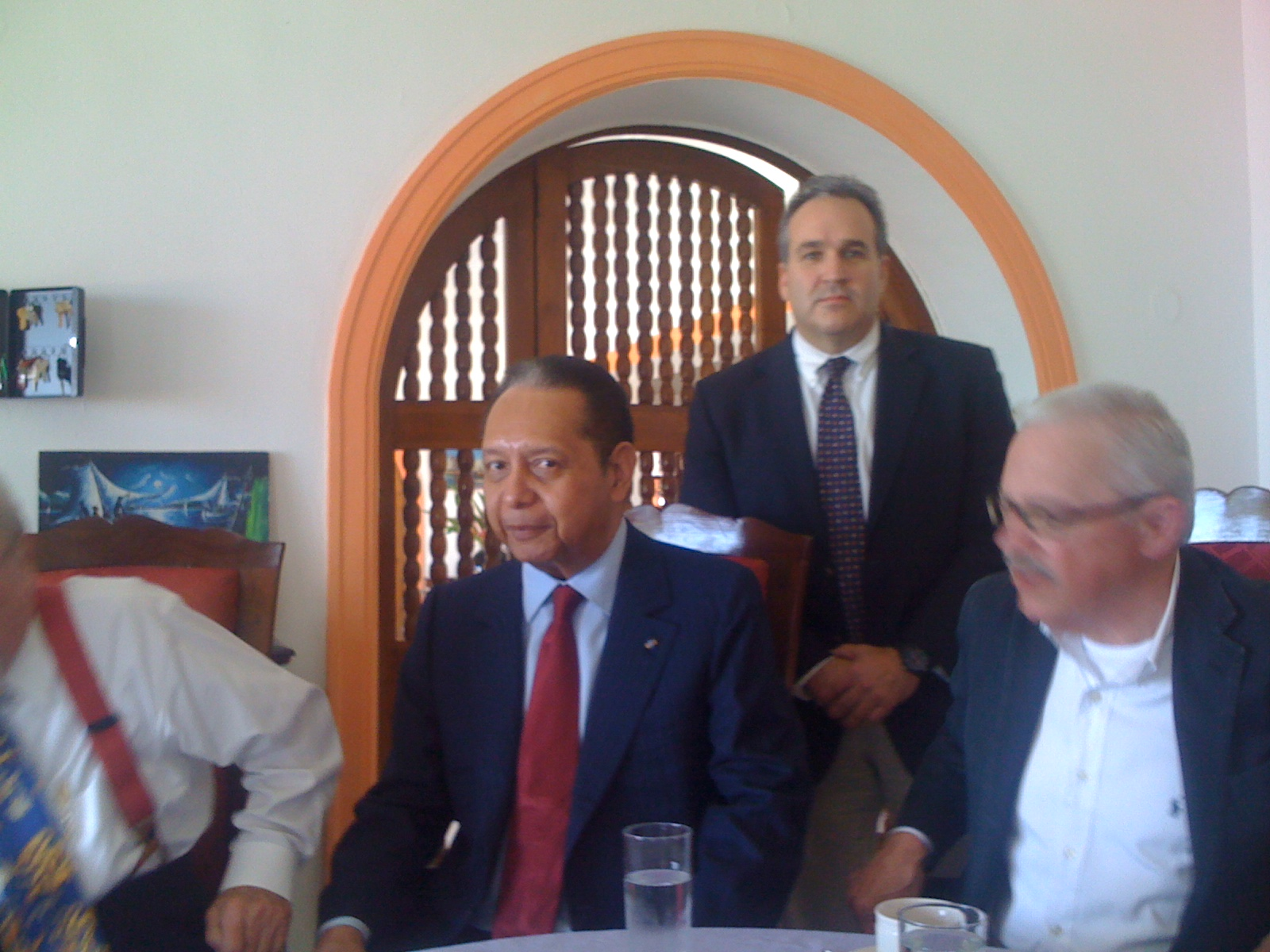
Jean-Claude Duvalier.

Dès le départ, François Duvalier impose une politique répressive en éloignant les officiers peu fiables de l’armée, en interdisant les partis d’opposition, en instaurant l'état de siège et en exigeant du Parlement l’autorisation de gouverner par décrets (31 juillet 1958). Le 8 avril 1961, il prononce la dissolution du Parlement.
Duvalier échappe à plusieurs putschs : en 1958, huit hommes occupant par surprise les casernes Dessalines de Port-au-Prince, font croire un temps qu’ils mènent l’armée ; en 1959, pendant sa maladie, son adjoint, Barbot, aidé de marines américains, empêche le débarquement d’un commando. Sitôt rétabli, Duvalier décide d'emprisonner Barbot pendant seize mois.
Craignant une opposition de la part de l'église catholique, Duvalier expulse plusieurs prêtres ainsi que deux évêques. Il est excommunié en 1961. En 1966, Duvalier reprend contact avec le Vatican.
Le régime s’appuie sur une milice paramilitaire, les Volontaires de la sécurité nationale surnommés les « tontons macoutes ». Avec cette garde prétorienne personnelle, il neutralise l’armée, sème la terreur dans tout le pays et parvient à étouffer toute résistance. Après des rumeurs de complot au sein de l'armée, il renforce la répression et, le 1er avril 1964, il se proclame «président à vie». La même année, il essuie coup sur coup deux tentatives de rébellion : la première, en juin 1964, menée par le groupe de Fred Baptiste à la tête des FARH (Forces armées révolutionnaires d'Haïti), la seconde en août, inspirée de la première, par le mouvement Jeune Haïti. En représailles, il commandite plusieurs massacres de population dans les campagnes, notamment le Massacre des paysans de Thiotte et le Massacre des Vêpres jérémiennes qui sont parmi les nombreuses tueries exécutées par l'armée et les tontons macoutes.
Il exerce jusqu'à sa mort une implacable dictature (on compte 2000 exécutions pour la seule année 1967 ; cette année-là sort un film extrêmement critique sur sa dictature, Les Comédiens, basé sur un roman antérieur de Graham Greene). En février 1971, François Duvalier organise un plébiscite pour faire désigner son fils, Jean-Claude, comme successeur.
De nombreux Haïtiens prennent le chemin de l'exil, principalement aux États-Unis et au Canada, mais également vers la Martinique, la Guadeloupe et la Guyane française.
À la mort de Papa Doc, le 21 avril 1971, Jean-Claude Duvalier (1951-2014), 19 ans (d’où son surnom de  Baby Doc), accède à la présidence de la République. Amorçant une timide libéralisation du régime, Jean-Claude Duvalier s’aliène une partie de la classe noiriste qui a soutenu son père en épousant une métisse le 27 mai 1980.
Son régime s'enfonce dans la corruption et l'incompétence.
Le 9 mars 1983, le pape Jean-Paul II, en visite en Haïti, déclare en français : « Il faut que les choses changent ici. »  L’église se met à encourager la réflexion démocratique. En janvier 1986, un soulèvement populaire renverse le fils Duvalier qui s’exile en France le 7 février. Une partie de la population participe au déchoucage des notabilités compromises avec le régime précédent.
Toutefois, la fin des Duvalier ne signifie pas la fin de la dictature.
Une junte militaire dirigée par le général Henri Namphy prend le pouvoir.
L’armée ou les anciens miliciens répriment dans le sang les manifestations et tentent d’assassiner un prêtre activiste : Jean-Bertrand Aristide, du parti d'opposition Fanmi Lavalas.
Les élections du 29 novembre 1987 sont empêchées par l’intervention d’un groupe armé.
L’armée organise en janvier 1988 des élections qui sont boycottées.
Le président élu, Leslie François Manigat (1930-2014), ose déplaire et doit s’exiler au bout de deux mois.
En septembre 1988, un nouveau coup d'État militaire porte le général Prosper Avril au pouvoir.
Acculé au départ en mars 1990 sous la pression américaine, Prosper Avril s’exile pour ouvrir la voie à des élections sous contrôle international.

### Période aristidienne-lavalassienne (1991-2004)
Jean-Bertrand Aristide (1953-), ancien prêtre qui s'est fait l'avocat des pauvres sous la bannière « lavalassienne », remporte la victoire le 16 décembre 1990 par 67 % des voix.
Son accession à la présidence de la République redonne un peu d'espoir au peuple haïtien. Mais, le 29 septembre 1991, il est renversé par une junte militaire dirigée par le général Raoul Cédras.
Aidé par la CIA et le gouvernement de George Bush père.
Jean-Bertrand Aristide se réfugie alors aux États-Unis. Les « lavalassiens » se font massacrer. Les Nations unies décrètent un embargo.
Des réfugiés commencent à affluer vers les États-Unis. Le trafic de stupéfiants, encouragé par la faction putschiste de l’armée, connait un essor considérable.
La drogue provient essentiellement du cartel de Cali (Colombie) et est destinée aux États-Unis.
Ces trafics produisent au moins une vingtaine de familles multimillionnaires de plus.
Sous la présidence de Bill Clinton et avec le soutien du Conseil de sécurité des Nations unies, les États-Unis interviennent, à la suite d'une visite de l’ancien président Jimmy Carter et du général Colin Powell, 20 000 soldats américains débarquent en Haïti le 19 septembre 1994.
Le 15 octobre 1994, le président Aristide est rétabli dans ses fonctions, qu'il laisse à son proche René Préval (1943-2017), élu à la présidence de la République le 17 décembre 1995.
Le mandat d'Aristide touche à sa fin et la Constitution ne l’autorise pas à en briguer un second consécutivement.
En janvier 1997, l’Unesco remet le Prix 1996 de l’éducation aux droits de l’homme à Aristide.

#### Galerie présidentielle partielle 1991-1996

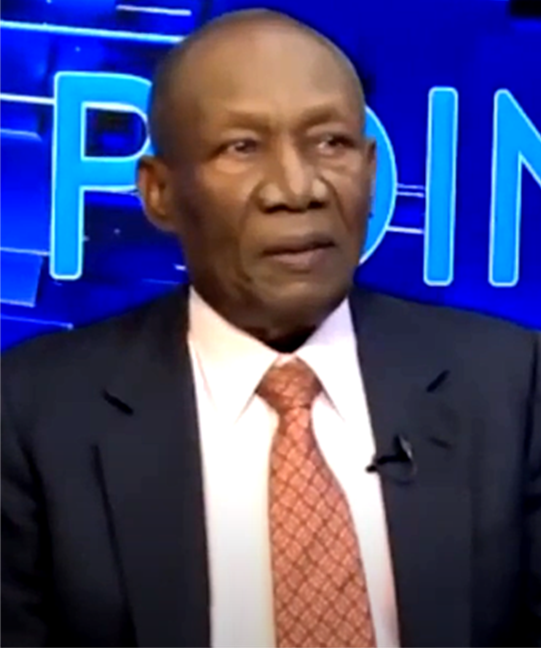
Prosper Avril 1988-1990
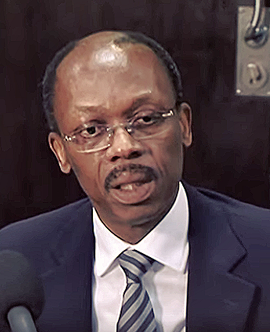
Jean-Bertrand Aristide 1991-1996, 2001-2004

## Période contemporaine (2000-présent)
Le gouvernement Préval doit faire face à une opposition constituée par ses anciens alliés.
Son mandat est marqué par plusieurs assassinats politiques.
Des élections législatives sont organisées en mai 2000.
Jean Bertrand Aristide, surnommé « Titid » par ses partisans, est proclamé vainqueur de l’élection présidentielle avec 91 % des suffrages exprimés, mais le scrutin est entaché d’irrégularités et du boycott de l’opposition.
La situation reste confuse : faute de légitimité, l’État n’a pas d’autorité et le trafic de stupéfiants dépasse les records atteints sous la junte militaire.
La classe moyenne reproche à l’ancien « petit curé » son caractère imprévisible et son populisme.
À partir de 2001, des groupes de pression armés s’attaquent aux partisans du gouvernement qui réagissent de la même façon.
Les policiers doivent choisir l’un des camps et la violence augmente.
En 2003, l’opposition s’organise sous le nom de « Groupe des 184 », fédérant plusieurs centaines de mouvements, et dénonce une dérive dictatoriale.
Les cérémonies du bicentenaire de l'indépendance d'Haïti, le 1er janvier 2004, ont lieu dans un climat de crise politique.
Malgré la violence de ses partisans contre les étudiants, Jean Bertrand Aristide finit par démissionner le 29 février 2004 sous la pression  des Américains qui organisent son départ, et dont les marines constituent l'avant-garde de la Minustah, force internationale envoyée par l'ONU pour ramener l’ordre dans la capitale, mais aussi sous la pression des Français, même si ceux-ci ont une position plus ambiguë.
Après le départ d’Aristide, le président de la Cour de cassation d’Haïti, Boniface Alexandre (1936-2023), assure l'intérim en vertu de la Constitution.
La Minustah reçoit progressivement des renforts, casques bleus et policiers, qui se substituent aux  militaires américains et français sur le départ, pour maintenir l'ordre.
Jean Bertrand Aristide  est accusé d'enrichissement personnel et de crimes politiques.
Exilé en Afrique, il est finalement accueilli par l’Afrique du Sud.
En mars 2004, les résultats d’une commission d’enquête sur Haïti, dirigée par l’ancien procureur général des États-Unis Ramsey Clark, indiquent que « les gouvernements des États-Unis et de la République dominicaine auraient participé à la fourniture d’armes et à la formation de l’opposition haïtienne ».
La commission a constaté que 200 soldats des forces spéciales américaines avaient été envoyés en République dominicaine pour participer à des exercices militaires en février 2003.
Ces exercices, autorisés par le président dominicain Hipólito Mejía Domínguez, sont menés « près de la frontière, précisément dans une zone à partir de laquelle les rebelles lançaient régulièrement des attaques contre les installations de l'État haïtien ».
Aux élections du 7 février 2006, organisées sous supervision internationale, la foule de Port-au-Prince pousse les organisateurs à accorder la victoire à René Préval arrivé nettement en tête au 1er tour de scrutin.
Du même parti qu’Aristide, il est son successeur désigné. Des fraudes, notamment des urnes en faveur de Préval retrouvées dans des décharges, sont reprochées à l’opposition.
Investi de ses pouvoirs le mardi 13 juin 2006, il appelle à l'unité nationale.
Sur le plan international, Paris négocie avec Port-au-Prince un accord de réadmission dans le cadre du partenariat France-Haïti 2008-2012 (chapitre « Immigration et codéveloppement »).
Celui-ci, en cours de négociations en août 2009, est contesté par le Collectif Haïti de France, la Plate-forme des associations franco-haïtiennes (PAFHA) et le collectif Migrants outre-mer.
En février 2019, une hausse, demandée par le Fonds monétaire international (FMI), allant jusqu’à 50 % des prix des carburants à la pompe, ainsi que des scandales de corruption impliquant plusieurs ministres provoquent d'importantes manifestations contre le gouvernement. Dans son rapport de mars 2019, la Mission des Nations unies pour l'appui à la Justice en Haïti constate que « les conditions de vie de la population haïtienne se détériorent de plus en plus ».
Pour l’ensemble du pays, 5,5 % et 27 % des personnes se trouvent respectivement dans des situations d’urgence et de crise alimentaire ; 2,26 millions de personnes sont classées comme étant en situation d’insécurité alimentaire « et ont besoin d’une aide humanitaire à cet égard ».
La majorité des manifestants sont issus des quartiers les plus pauvres.
Marc-Arthur Fils-Aimé, directeur général de l’Institut culturel Karl-Lévêque, déclare : « Les revendications se sont radicalisées au point de prendre l’allure d’une lutte des classes. 
Aux luttes conjoncturelles se sont superposées des luttes structurelles. 
Il est presque impossible de bien cerner le contour des actuelles perturbations si on les sépare de la charpente socio-économique et culturelle du pays, où les élites exportatrices ont prospéré au point de réduire Haïti à l’état de néo-colonie ».
Du 15 septembre à début octobre 2019, au moins 17 personnes sont tuées et près de 200 blessées par balles et armes blanches, d'après le Réseau national de défense des droits humains (RNDDH), qui indique : « Les autorités actuelles, depuis leur avènement au pouvoir, bafouent les acquis démocratiques du peuple haïtien et violent systématiquement ses droits. 
Elles n’ont jamais pris au sérieux les différents mouvements de protestation réalisés dans le pays depuis juillet 2018 par une population en proie à tous les maux et qui réclame la jouissance de ses droits civils, économiques, politiques et sociaux ».
Le président Jovenel Moïse est assassiné le 7 juillet 2021, Ariel Henry reste à la tête du gouvernement, qui assure l'intérim de la présidence.

### Galerie présidentielle partielle 2000-2021

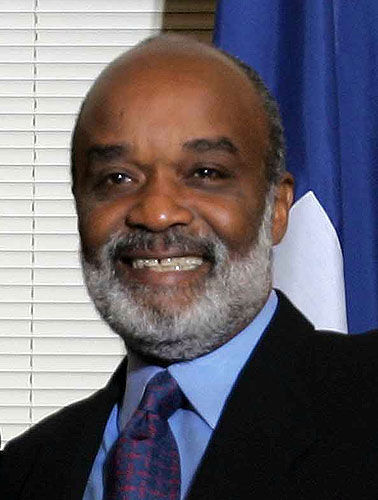
René Préval 1996-2001, 2006-2011
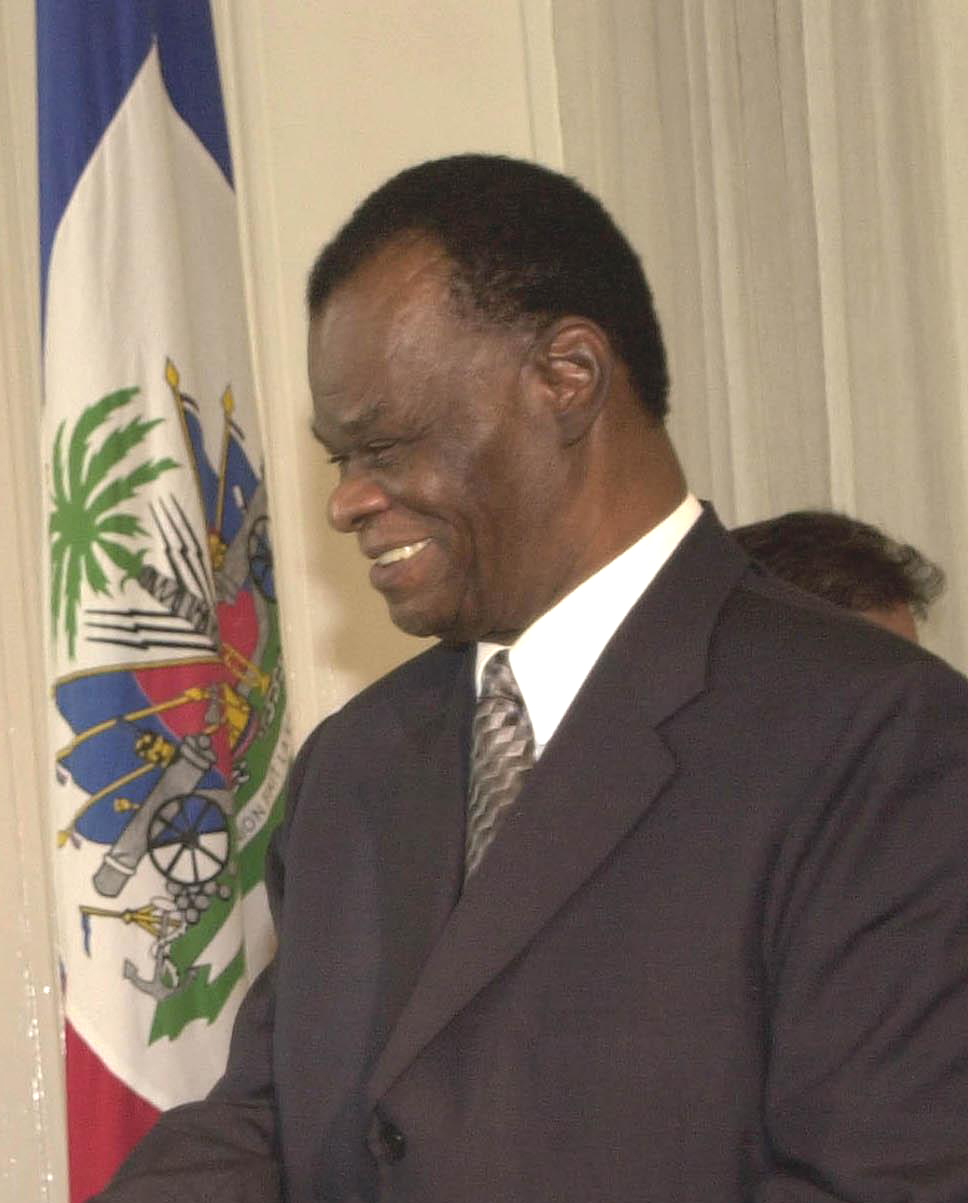
Boniface Alexandre 2004-2006
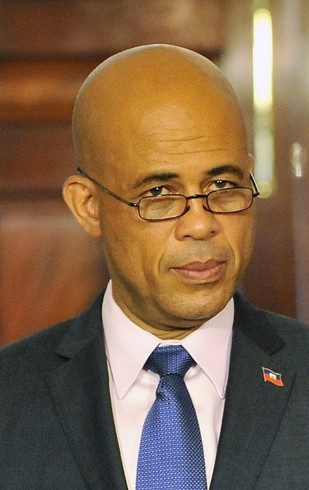
Michel Martelly 2011-2016
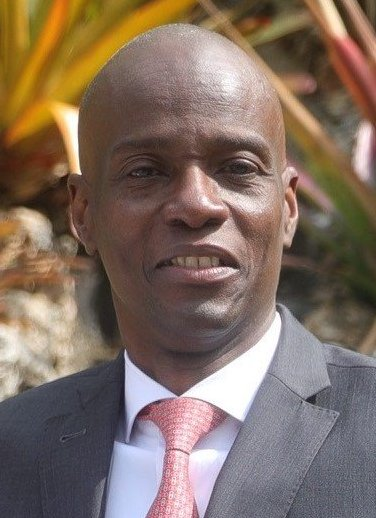
Jovenel Moïse 2017-2021

### 2021
- Crise haïtienne de 2017-2024, guerre des gangs en Haïti
- Accord de Montana (2021)
- Gouvernement Joseph Jouthe (2020-2021)
- Gouvernement Ariel Henry (2021-2024)
- Conseil présidentiel de transition
- Gouvernement Garry Conille (2) (2024-présent)

## Catastrophes naturelles
Les cyclones (dépressions, tempêtes et ouragans), leurs pluies torrentielles, les crues et inondations, les tremblements de terre touchent régulièrement Haïti, tous suivis de désastres humanitaires aggravés par l'instabilité politique et les inégalités économiques de la société haïtienne, minée par ses divisions internes, le clientélisme, le clanisme et la corruption, qui induisent un déficit de cohésion sociale et de services publics. Ces désastres sont le principal facteur limitatif de la croissance démographique dans une société très religieuse où le régulation des naissances est accessible seulement à la minorité la plus favorisée économiquement.

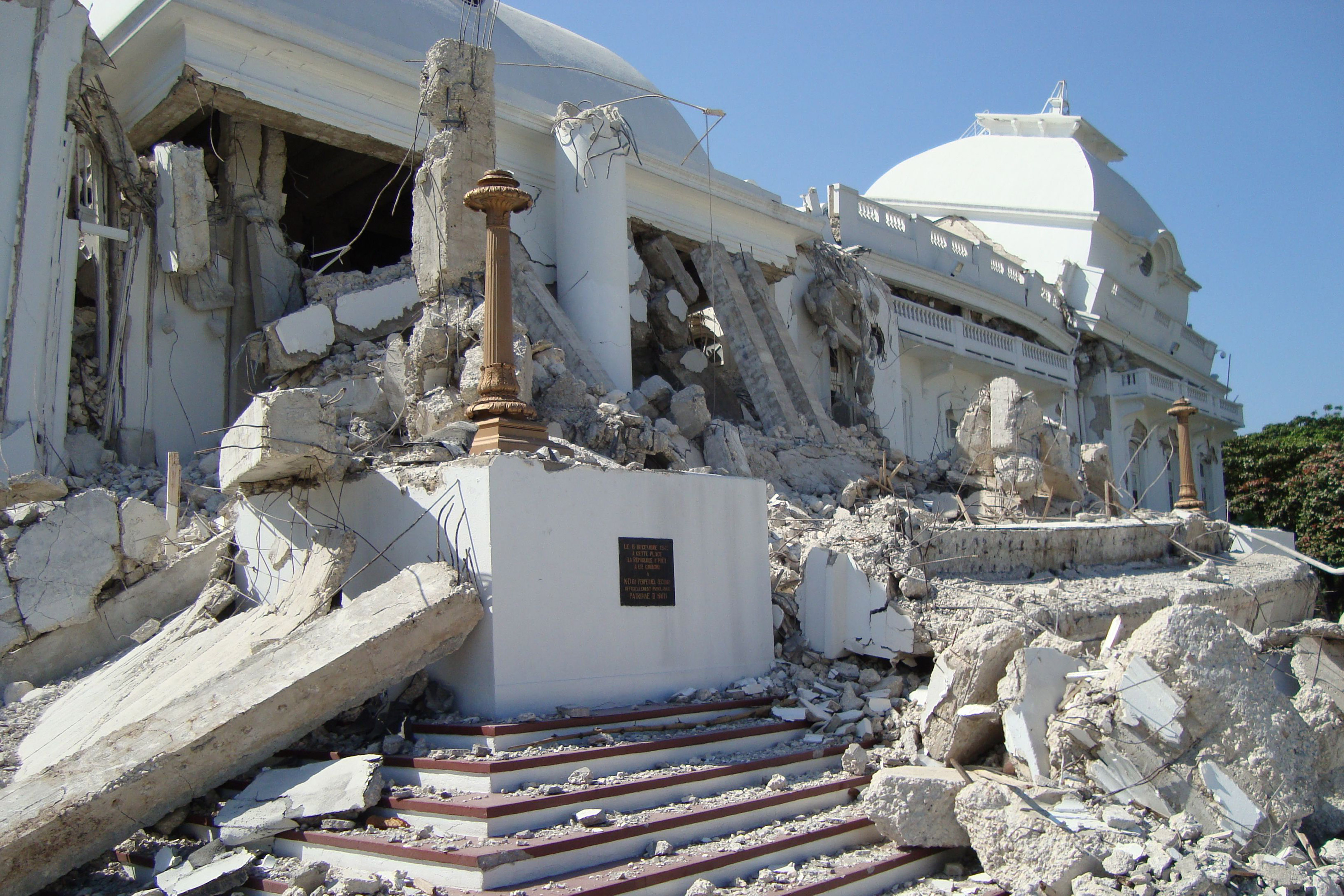
Le Palais national en ruine, le 12 janvier 2010.

En 2010, un tremblement de terre frappe l'ouest d'Haïti. On estime le nombre de décès autour de 300 000. En 2012, une sécheresse extrême, aggravée par la déforestation, est suivie par les ouragans « Isaac » et « Sandy », grossis par le réchauffement climatique, qui détruisent 70 % des récoltes au sud du pays et font au moins 200 000 sans-abri. Le déficit d'eau potable provoque une épidémie de choléra, endémique depuis. En 2013-2014 une nouvelle sécheresse intensifie la disette elle aussi endémique depuis des années : les sécheresses devenant ensuite annuelles, la sécurité alimentaire n'est plus assurée. En 2016, des inondations dans le Nord et l'ouragan Matthew détruisent 9 600 maisons autour du Cap-Haïtien et à Jérémie. En 2017 c'est l'ouragan Irma qui fait 2 000 sans-abri. Le tremblement de terre de 2018 ajoute les destructions mais ne fait « que » quelques dizaines de morts tandis que celui de 2021 en provoque, pour les seuls décès comptabilisés, 2 207.

## Chronologie
Pour la période relative à la colonisation française (1627-1804) et l'Histoire de France voir : Saint-Domingue (colonie française).
- 1492 : débarquement dans l'île par les Européens ayant à leur tête Christophe Colomb.
- 1517 : autorisation de la traite des Africains par Charles Quint.
- 1630 - 1640: Arrivée des pirates, des flibustiers et des boucaniers sur l'île de la Tortue
- 1650 - 1660: arrivée des premiers colons français.
- 1685 : promulgation du Code noir par Louis XIV de France.
- 1685 : création du premier moulin à sucre.
- 1697 : séparation de l'île entre France et Espagne, à la suite du traité de Ryswick.
- 1713 - 1787 : Arrivée de 30 000 colons français embarqués à Bordeaux, France.
- 1790 : Assemblée coloniale par les colons blancs.
- 1791 : révolte des esclaves.
- 1793 : affranchissement des esclaves de Saint-Domingue par les commissaires Sonthonax et Polverel.
- 1794 : abolition générale de l'esclavage par la Convention montagnarde.
- 1801 : promulgation d'une constitution propre à Saint-Domingue par Toussaint Louverture.
- 1802 : Paix d'Amiens avec l'Angleterre. Expédition du général Leclerc à Saint-Domingue.
- 1804 : indépendance d'Haïti.
- 1826 : reconnaissance de l'indépendance par la France contre le paiement d'une indemnité de 150 millions de francs-or.
- 1847 : Faustin Soulouque est élu président par le sénat.
- 1859 : coup d'État de Fabre Geffrard
- 1862 : reconnaissance de l'indépendance par les États-Unis
- 1915-1934 : occupation américaine.
- 1937 : Massacre des Haïtiens de 1937
- 1957 : élection de François Duvalier à la présidence de la République.
- 1971 : Jean-Claude Duvalier succède à son père le 22 avril 1971.
- 1986 : fuite et exil de Jean-Claude Duvalier (7 février 1986).
- 1988 : Leslie Manigat porté au pouvoir à la suite des élections organisées par l'armée (7 février 1988 - 20 juin 1988).
- 1988 : coup d'État d'Henri Namphy (20 juin 1988 - 18 septembre 1988).
- 1988 : coup d'État de Prosper Avril (18 septembre 1988 - 10 mars 1990).
- 1990 : intérim d'Ertha Pascal-Trouillot (18 mars 1990 - 7 février 1991).
- 1990 : élection de Jean-Bertrand Aristide (victime d'un coup d'État le 30 septembre 1991, il revint au pays le 15 octobre 1994 pour finir son mandat après trois ans d'exil).
- 1996 : élection de René Préval (7 février 1996 - 7 février 2001).
- 2001 : 2e mandat de Jean-Bertrand Aristide.

- 2004 : démission et exil forcé de Jean-Bertrand Aristide. Mise en place d'un gouvernement ad interim.
- 2004 : Boniface Alexandre devient président provisoire (du 29 février au 14 mai 2006)
- 2006 : nouveau mandat de René Préval.
- 2008 : le Premier ministre Jacques-Édouard Alexis est démis de ses fonctions par une motion de censure du Sénat, à la suite des émeutes de la faim.
- 2008 : quatre cyclones ont ravagé le pays et causé d’énormes dégâts matériels aux infrastructures routières et au secteur agricole.
- 2010 : 12 janvier (16h53 heure locale): tremblement de terre majeur dans la région de Port-au-Prince (7.0 sur l'échelle de Richter) et répliques de 5.9 (+7 min) puis 5.5 (+12 min). Le premier ministre déclare plus de 100 000 morts probables[82]. Mort des ministres de la Justice, de l'Économie et du Tourisme dans l'effondrement du palais présidentiel : le président et le premier ministre en réchappent de peu. La mission de l'ONU est dévastée par l'écroulement de son quartier général à Haïti : au 14 janvier à 18 h 00, on compte 22 membres de l'ONU et plus de 150 casques bleus, dont le chef de mission, morts ou portés disparus....

### 1800-1850
- Michel-Etienne Descourtilz, Voyages d'un naturaliste et ses observations faites sur les trois règnes de la nature : dans plusieurs ports de mer français, en Espagne, au continent de l'Amérique septentrionale, à Saint-Yago de Cuba et à St-Domingue, où l'auteur devenu le prisonnier de 40000 Noirs révoltés, et par suite mis en liberté par une colonne de l'armée française, donne des détails circonstanciés sur l'expédition du général Leclerc, t. 1, Paris, 1809, 365 p. (lire en ligne)
- Charles-Yves Cousin d’Avallon, Histoire de Toussaint-Louverture, chef des Noirs insurgés de Saint-Domingue ; précédée d'un coup d'œil politique sur cette colonie : et suivie d'anecdotes et faits particuliers concernant ce chef des Noirs, et les agens directoriaux envoyés dans cette partie du nouveau-monde, pendant le cours de la Révolution, Paris, Pillot, 1802, 210 p. (lire en ligne)
- A. Laujon, Précis historique de la dernière expédition de Saint-Domingue : depuis le départ de l'armée des côtes de France, jusqu'à l'évacuation de la colonie : suivi des moyens de rétablissement de cette colonie, Paris, Delafolie, 1805, 257 p. (lire en ligne)
- Michel-Etienne Descourtilz, Voyages d'un naturaliste et ses observations faites sur les trois règnes de la nature : dans plusieurs ports de mer français, en Espagne, au continent de l'Amérique septentrionale, à Saint-Yago de Cuba et à St-Domingue, où l'auteur devenu le prisonnier de 40000 Noirs révoltés, et par suite mis en liberté par une colonne de l'armée française, donne des détails circonstanciés sur l'expédition du général Leclerc, t. 1, Paris, Dufart père, 1809, 476 p. (lire en ligne)
- Michel-Etienne Descourtilz, Voyages d'un naturaliste et ses observations faites sur les trois règnes de la nature : dans plusieurs ports de mer français, en Espagne, au continent de l'Amérique septentrionale, à Saint-Yago de Cuba et à St-Domingue, où l'auteur devenu le prisonnier de 40000 Noirs révoltés, et par suite mis en liberté par une colonne de l'armée française, donne des détails circonstanciés sur l'expédition du général Leclerc, t. 2, Paris, Dufart père, 1809, 470 p. (lire en ligne)
- Antoine Métral, Histoire de l'expédition des Français à Saint-Domingue, sous le consulat de Napoléon Bonaparte : Suivie des mémoires et notes d'Isaac Louverture sur la même expédition, et sur la vie de son père : ornée du portrait de Toussaint et d'une belle carte de Saint-Domingue, Paris, Fanjat Ainé, 1825, 348 p. (lire en ligne), p. 325 à 339

### 1850-1900
- Charles Wyllys Elliott, St. Domingo, its révolution and its hero, Toussaint Louverture, New-York, J. A. Dix, 1855, 83 p. (lire en ligne)
- (en) Samuel Hazard, Santo-Domingo: past and present with a glance at Hayti, Third edition, 1872, 514 p. (lire en ligne)
- Delorme Démesvar, La misère au sein des richesses : réflexions diverses sur Haïti, Paris, Dentu, 1873, 138 p. (lire en ligne)
- Thomas-Prosper Gragnon-Lacoste, Toussaint Louverture, général en chef de l'armée de Saint-Domingue, surnommé le premier des Noirs, Paris, A. Durand et Pedone-Lauriel, 1877 (lire en ligne)
- Edgar La Sèlve, Le pays des nègres : voyage à Haïti ancienne partie de Saint-Domingue, Paris, Librairie Hachette et Cie, 1881, 370 p. (lire en ligne)
- (en) K.C.M.G. Sir Spencer St John, Hayti or the Black Republic, Londres, Smith, Elder & Co, 1884, 343 p. (lire en ligne)
- Paul Deléage, Haïti en 1886 vu par un français : notes de voyage, Paris, E. Dentu, 1887, 394 p. (lire en ligne)
- Henri Castonnet des Fossés, La perte d'une colonie : la révolution de Saint-Domingue, Paris, A. Faivre, 1893 (lire en ligne)

### 1900-1950
- Eugène Aubin, En Haïti : planteurs d'autrefois, nègres d'aujourd'hui, Paris, Armand Colin, 1910, 345 p. (lire en ligne)
- Justin-Chrysostome Dorsainvil (avec la collab. des Frères de l'instruction chrétienne), Manuel d'histoire d'Haïti, Port-au-Prince, Procure des Frères de l'instruction chrétienne, 1925, 408 p. (réédition 1957)
- Louis Morpeau, Anthologie d'un siècle de poésie haïtienne : 1817-1925, Paris, Brossard, 1925, 373 p. (lire en ligne)
- Auguste Nemours, Histoire de la captivité et de la mort de Toussaint Louverture : Notre pèlerinage au Fort de Joux, Paris, Berger-Levrault, 1929, 315 p. (lire en ligne)
- Justin Chrysostome Dorsainvil, Manuel d'histoire d'Haïti, Port-au-Prince, Procure des Frères de l'Instruction Chrétienne, 1934, 402 p. (lire en ligne)
- Marthe Oulié, Les Antilles filles de France: Martinique, Guadeloupe, Haïti, Paris, Fasquelle Éditeur, 1935, 306 p. (lire en ligne), p. 237 à 306
- Cyril Lionel Robert James, The Black Jacobins. Toussaint L'Ouverture and the San Domingo Revolution (œuvre écrite), 1938, [lire en ligne].

### 1950-2000
- Dantès Bellegarde, Histoire du peuple haïtien (1492-1952), Collection du Tricentenaire, Port-aux-Princes, 1953, 365 pages
- Victor Schœlcher, Conférence sur Toussaint Louverture, général en chef de l'armée de Saint-Domingue, [s.l.], Editions Panorama, 1966, 53 p. (lire en ligne)
- Tidiane N'Diaye, Mémoire d'errance, Paris, Éd. A3, 1998, 206 p.  (ISBN 2-84436-000-9)
Chapitre "La révolution haïtienne"

### 2000-présent
- Jean-Marie Théodat, Haïti République Dominicaine : Une île pour deux (1804-1916), Éditions Karthala, 2003, 380 p. (ISBN 2845863799, lire en ligne)
- Élie Lescot Jr., Haïti : Images d'une colonisation (1492-1804), Orphie, 2004, 188 p. (ISBN 2-87763-208-3)
- Philippe Hroděj (dir.), L'esclave et les plantations : de l'établissement de la servitude à son abolition, Rennes, Presses universitaires de Rennes, 2009, 344 p. (EAN 978-2-7535-0701-2, lire en ligne)
- Catherine Ève Roupert, Histoire d'Haïti : la première république noire du Nouveau monde, Paris, Perrin, coll. « Pour l'histoire », 2011, 396 p. (ISBN 978-2-262-03497-9)
- Carolyn Fick, Haïti : Naissance d’une nation, Les Perséides, 2014, 512 p. (ISBN 978-2-915596-97-7)
- Wien Weibert Arthus, Les grandes dates de l'histoire diplomatique d'Haïti : de la période fondatrice à nos jours, L'Harmattan, 2017, 245 p. (ISBN 978-2-343-10315-0)
- Philippe R. Girard, Ces esclaves qui ont vaincu Napoléon : Toussaint Louverture et la guerre d'indépendance haïtienne, Atlantide, 2021, 478 p. (ISBN 2371250457)